# لاک‌پشت پوزه‌عقابی
لاک‌پشت پوزه‌عقابی (Eretmochelys imbricata) یا منقارعقابی گونه‌ای لاک‌پشت دریایی از تیره باخه‌ایان است که به‌شدت در معرض خطر انقراض قرار دارد. پوزهٔ این لاک‌پشت برای بیرون کشیدن غذای اصلی خود یعنی اسفنج دریایی از لابه‌لای مرجان‌ها به شکل منقار عقاب درآمده و از این رو لاک‌پشت پوزه‌عقابی یا منقارکوتاه نامیده شده‌است. این لاک‌پشت تنها گونه موجود از سرده ارتموکلیس است. این گونه توزیعی جهانی داشته و چند زیرگونه در اقیانوس اطلس و هند-آرام دارد—به‌ترتیب ای. آی. ایمبریکاتا و ای. آی. بیسا.
ظاهر پوزه‌عقابی مشابه دیگر لاک‌پشت‌های دریایی است. این لاک‌پشت بدنی صاف و پهن، یک پشت‌لاک محافظتی و اندام باله‌شکل سازگار شده برای شنا در اقیانوس‌های آزاد دارد. ای. ایمبریکاتا به دلیل پوزه تیز و منحنی، بخش برجسته جلویی پوزه‌اش و بخش‌های اره‌مانند پوسته‌اش به‌سادگی از دیگر لاک‌پشت‌های دریایی تشخیص داده می‌شود. پوسته پوزه‌عقابی با توجه به دمای آب به‌آرامی تغییر رنگ می‌دهد. با وجود این‌که این لاک‌پشت‌ها بخشی از زندگی‌شان را در آب‌های آزاد می‌گذرانند، زمان بیشتری را در کولاب‌های کم‌عمق و آب‌سنگ‌های مرجانی سپری می‌کنند.
پوزه‌عقابی‌ها همه‌چیزخوارند، اما غذای اصلی‌شان اسفنج دریایی است. جانوران این گونه از رده خزندگان هستند و به همین دلیل تنفس ششی دارند. این لاک‌پشت‌ها برای مبادله هوا پس از مدت حدود ۴ یا ۵ دقیقه برای چند ثانیه روی سطح آب می‌آیند. توان آن‌ها برای باقی‌ماندن زیر آب با توجه به فعالیت‌شان متفاوت است، اما در حالت خواب و استراحت می‌توانند تا ۷ ساعت بدون تنفس زیر آب بمانند و در مواقع خواب زمستانی گاه تا چندین ماه در زیر آب باقی می‌مانند.
چرخه زندگی لاک‌پشت پوزه‌عقابی شامل سه بخش دریانشینی، اقیانوسی و باروری می‌شود که در مرحله باروری جانور به بلوغ جنسی می‌رسد. جفت‌یابی پوزه‌عقابی‌ها دوسالانه است و جانور ماده در چاله‌ای در ساحل تخم‌ریزی کرده و خود به آب بازمی‌گردد. نوزادان پس از حدود دو ماه و در میان شب از تخم بیرون آمده و راه خود را به‌طور غریزی به‌طرف آب پیدا می‌کنند. اگر نوزادان تا پیش از روشنایی روز به آب نرسند، ممکن است توسط شکارچیانی مثل پرندگان و خرچنگ‌ها صید شوند. پوزه‌عقابی‌ها پس از ۲۰ سال به بلوغ می‌رسند و به دلیل پشت‌لاک محکم، فقط شکارچیان محدودی مثل تمساح آب شور، کوسه و هشت‌پا توانایی شکار نوع بالغ این گونه را دارند. اطلاعات چندانی در خصوص چرخه زندگی این گونه در دسترس نیست و پژوهشگران به‌دنبال یافتن اطلاعات بیشتر از طریق ردیاب‌های ماهواره‌ای هستند.
اتحادیه بین‌المللی حفاظت از طبیعت ای. ایمبریکاتا را به‌عنوان گونه در معرض انقراض طبقه‌بندی کرده و دلیل اصلی این موضوع، شکار توسط انسان‌ها است. پوسته پوزه‌عقابی منبع اصلی ماده تورتویزشل است که برای تزیین استفاده می‌شود. علاوه بر کاربردهای تزیینی، کاربرد خوراکی هم برای گوشت پوزه‌عقابی وجود دارد که از زمان پیش از میلاد در چین به‌عنوان نوعی غذای لذیذ استفاده می‌شده. سایتس صید و تجارت لاک‌پشت دریایی پوزه‌عقابی و محصولات نشأت‌گرفته از آن را غیرقانونی اعلام کرده‌است.
لاک‌پشت پوزه‌عقابی در خلیج فارس هم یافت می‌شود. از جمله جزیره‌های زیستگاه این گونه در ایران می‌توان به جزایر نخیلو و ام‌الکرم در استان بوشهر و جزایر قشم، کیش، شیدور، هندورابی، هنگام و هرمز در استان هرمزگان اشاره کرد.

## کالبدشناسی و ریخت‌شناسی

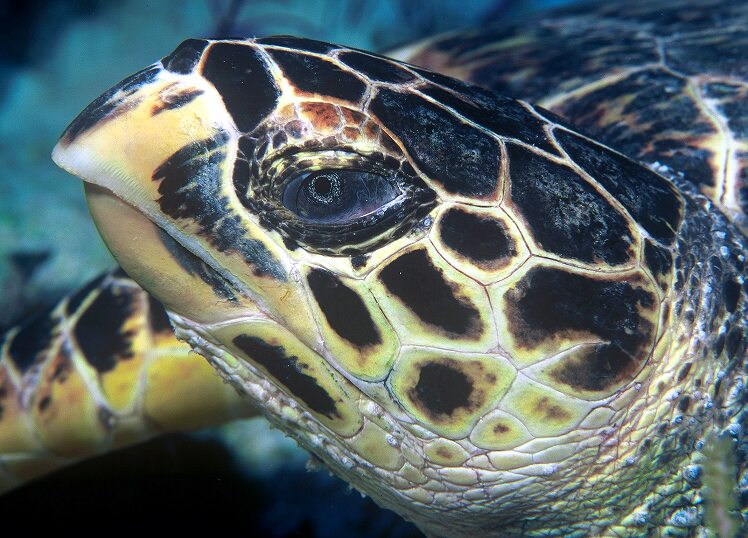
نمای نزدیک از پوزه متمایز پوزه‌عقابی

لاک‌پشت‌های دریایی پوزه‌عقابی بالغ معمولاً تا ۱ متر (۳ پا) رشد می‌کنند و وزنشان به‌طور متوسط حدود ۸۰ کیلوگرم (۱۸۰ پوند) است. سنگین‌ترین پوزه‌عقابی مشاهده شده در حدود ۱۲۷ کیلوگرم (۲۸۰ پوند) وزن داشته‌است. پوسته یا پشت‌لاک این لاک‌پشت زمینه‌ای کهربایی رنگ با طرح ترکیب نامنظم رگه‌های تاریک و روشن، همراه با رنگ‌هایی اغلب سیاه و قهوه‌ای لکه‌دار به سمت دو طرف بدن آن دارد.
چندین ویژگی پوزه‌عقابی آن را از دیگر گونه‌های لاک‌پشت دریایی متمایز می‌کنند؛ سر مخروطی و بلند آن که به دهانی منقارمانند (دلیل نام‌گذاری آن) منتهی می‌شود و منقار آن که تیزتر از دیگر گونه‌هاست. پیشانی پوزه‌عقابی دو پنجه قابل مشاهده روی هر باله دارد.

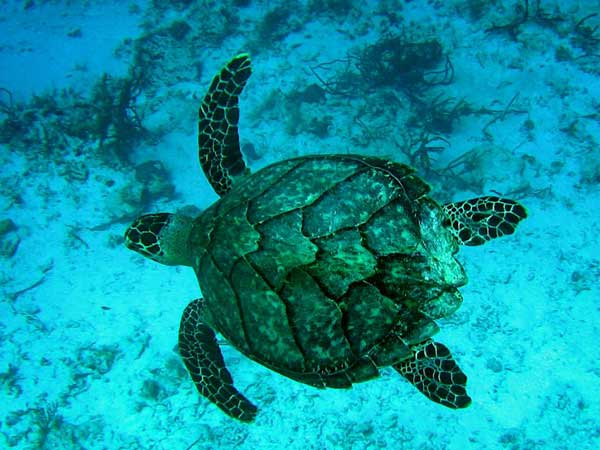
طرح‌های سپرمانند دارای همپوشانی که به ایجاد طرح دندانه‌داری در پشت‌لاک این جانور منجر شده‌اند

یکی از مشخصات متفاوت پوزه‌عقابی که شناسایی‌شان را ساده‌تر می‌کند، طرح سپرمانند کلفتی است که پشت‌لاکش را می‌سازد. پشت‌لاک آن‌ها دارای پنج طرح مرکزی و چهار جفت طرح سپرمانند جانبی است. مانند بسیاری از اعضای تیره این گونه، طرح‌های سپرمانند عقبی آن به‌گونه‌ای همپوشانی دارند تا طرح دندانه‌داری مشابه یک اره یا چاقوی گوشت‌بری به بخش پشتی پشت‌لاک آن بدهند. طول پشت‌لاک این گونه به حدود ۱ متر (۳ پا) می‌رسد. به نظر می‌رسد پوزه‌عقابی معمولاً از پوسته محکم خود برای جا دادن بدنش در فضاهای تنگ میان صخره‌ها استفاده می‌کند.
پوزه‌عقابی برای حرکت از خزیدن همراه با نوعی راه رفتن جایگزین استفاده می‌کند و به همین علت ردپای جانور روی شن نامتقارن است. برای مقایسه، لاک‌پشت سبز و لاک‌پشت چرمی راه رفتن متقارن‌تری دارند. پوزه‌عقابی می‌تواند بدون پدیدآمدن مشکلی در حرکات افقی خود، تا عمق ۳۴ متری آب، پایین برود.
به‌دلیل خوردن گزنده‌تباران سمی، گوشت لاک‌پشت پوزه‌عقابی دریایی می‌تواند سمی باشد.
نشان داده شده که پوزه‌عقابی زیست‌فلورسنس است و نخستین خزنده‌ای است که با این ویژگی دیده شده. نشأت‌گرفتن این پدیده از رژیم غذایی این لاک‌پشت، شامل سازوکارهای زیست‌فلورسنس (مثل مرجان سختی به نام فیسوگیرا لیچتنستینی)، نامشخص است. جنس نر این جانور دارای رنگدانه‌های شدیدتری نسبت به ماده است و نقش این تفاوت‌ها در رفتار جانور بررسی شده‌است.

## توزیع

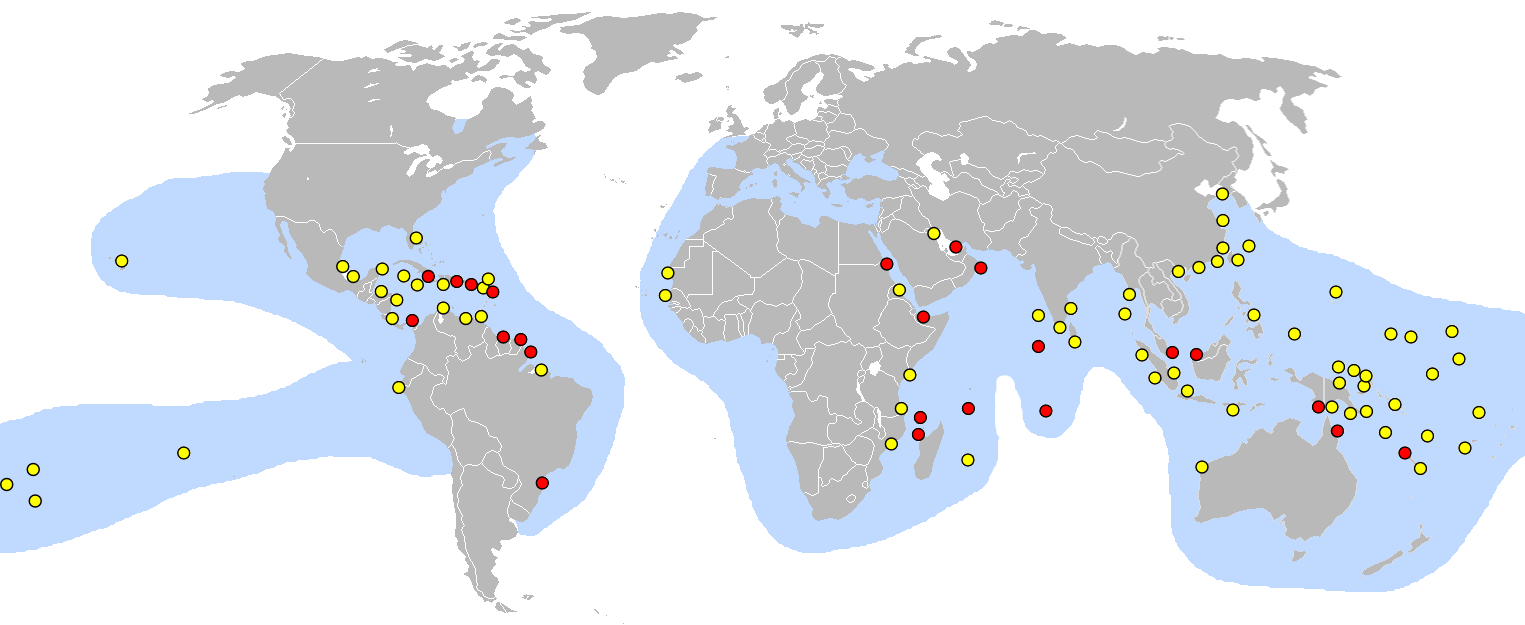
طرح دیگری از توزیع محتمل ای. ایمبریکاتا: دایره‌های قرمز نشان‌گر مکان‌های لانه‌گزینی اصلی و دایره‌های زرد نشان‌گر مکان‌های لانه‌گزینی فرعی هستند

زیستگاه لاک‌پشت‌های دریایی پوزه‌عقابی بسیار گسترده‌است و بیشتر در صخره‌های استوایی اقیانوس هند، اطلس و آرام یافت می‌شوند. از بین تمام گونه‌های لاک‌پشت دریایی، ای. ایمبریکاتا بیشترین ارتباط را با آب‌های استوایی گرم دارد. دو زیرمجموعه اصلی از این گونه در اقیانوس اطلس و هند-آرام شناسایی شده‌اند.

### زیرمجموعه اقیانوس اطلس
در اقیانوس اطلس، دامنه جمعیت پوزه‌عقابی از خلیج مکزیک در غرب تا دماغه امید نیک در آفریقای جنوبی در شرقی‌ترین نقطه گسترده شده‌است. آن‌ها در ساحل برزیل (خصوصاً باهیا و فرناندو دی نورونیا) تا فلوریدای جنوبی و آب‌های ویرجینیا زندگی می‌کنند.
در کارائیب، لانه اصلی آن‌ها در سواحل آنتیل کوچک، باربادوس، گوادلوپ، پارک ملی تورتوگوئرو در کاستاریکا و یوکاتان است و در آب‌های کوبا و در اطراف جزیره مونا در نزدیکی پورتوریکو و دیگر مکان‌ها تغذیه می‌کنند. تعداد تقریبی پوزه‌عقابی‌های بالغ ماده که هر سال در کارائیب لانه‌گزینی می‌کنند، ۵٬۰۰۰ عدد است. از آن‌جا که هر پوزه‌عقابی ماده تقریباً هر ۲٫۷ سال لانه‌گزینی می‌کند، تعداد تخمینی پوزه‌عقابی‌های ماده حاضر در کارائیب ۱۳٬۵۰۰ عدد لاک‌پشت است. با فرض ۱:۱ بودن نسبت تولید مثل، مقدار تقریبی پوزه‌عقابی‌های بالغ در کارائیب، ۲۷٬۰۰۰ لاک‌پشت است. نام زیرمجموعه اقیانوس اطلس، ای. آی. ایمبریکاتا است.

### زیرمجموعه هند-آرام
در اقیانوس هند، پوزه‌عقابی‌ها در ساحل شرقی آفریقا، شامل دریاهایی که ماداگاسکار و جزایر گروهی آن را احاطه کرده‌اند و به‌طور معمول در تمام سواحل شرقی آسیا دیده می‌شوند. این سواحل آسیایی شامل خلیج فارس، دریای سرخ، شبه‌قاره هند و آسیای جنوب شرقی می‌شوند. آن‌ها همچنین در مجمع‌الجزایر مالایی و استرالیای شمالی حضور دارند. دامنه این گونه در اقیانوس آرام محدود به مناطق استوایی و نیمه‌استوایی آن است. در غرب، این ناحیه از نوک جنوب‌غربی شبه‌جزیره کره و جنوب مجمع‌الجزایر ژاپن تا شمال نیوزیلند گسترش یافته‌است. نام این زیرمجموعه، ای. آی. بیسا است.

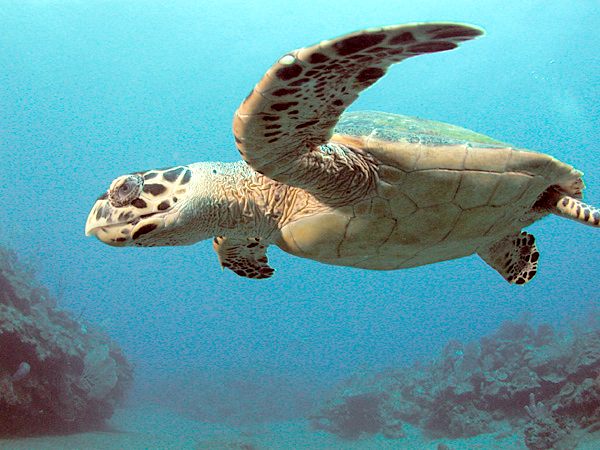
لاک‌پشت دریایی پوزه‌عقابی در سیبا، آنتیل هلند

فیلیپین میزبان چندین لانه شامل جزیره بوراکای و پونتا دومالاگ در داوائو سیتی است. ساحل داهیکان در ماتی سیتی در داوائو شرقی میزبان یکی از مهم‌ترین مکان‌های تخم‌ریزی این گونه در کنار گونه لاک‌پشت زیتونی در مجمع‌الجزایر کشور فیلیپین است. گروه کوچکی از جزایر در جنوب‌غربی مجمع‌الجزایر، «ترتل آیلندز» (به معنای جزایر لاک‌پشت) نام‌گذاری شده‌اند، چراکه دو گونه از لاک‌پشت‌های دریایی در این محل لانه دارند؛ یعنی پوزه‌عقابی و لاک‌پشت سبز دریایی. در ژانویه ۲۰۱۶، یک لاک‌پشت جوان این گونه در خلیج تایلند مشاهده شد. مقاله استریتس تایمز در ۲۰۱۸، گزارش داد که حدود ۱۲۰ لاک‌پشت پوزه‌عقابی جوان اخیراً در پولئو ساتومو در سنگاپور تخم‌گذاری کرده‌اند. لاک‌پشت‌های پوزه‌عقابی که به‌طور معمول در آب‌های سنگاپور یافت می‌شوند به مناطقی مثل پارک ساحل شرقی و پولئو ساتومو لانه‌گذاری کرده‌اند. در هاوایی، پوزه‌عقابی‌ها بیشتر در جزایر اصلی شامل اوآهو، مائوئی، مولوکای و هاوایی لانه‌گزینی می‌کنند. در استرالیا مشخص شده که پوزه‌عقابی‌ها در جزیره میلمن در دیواره بزرگ مرجانی لانه‌گزینی می‌کنند. لاک‌پشت‌های دریایی پوزه‌عقابی در مناطق غربی جزیره کوسین در سیشل زندگی می‌کنند و از سال ۱۹۹۴ تحت محافظت قانونی قرار گرفته‌اند و جمعیتشان در حال بازیابی است. جزایر و جزایر کوچک داخلی سیشل، مانند آلدبرا، زمین‌های متداول تغذیه برای پوزه‌عقابی‌های نابالغ است.

### زیرمجموعه اقیانوس آرام شرقی
در اقیانوس آرام شرقی مشخص شده که پوزه‌عقابی‌ها در شبه‌جزیره باخا کالیفرنیا واقع در جنوب مکزیک و در حاشیه ساحل تا پروی جنوبی زندگی می‌کنند. با این وجود در سال ۲۰۰۷ این گونه تا حدود زیادی در این منطقه منقرض‌شده در نظر گرفته شده بود. مکان‌های مهم لانه‌گزینی و غذایابی باقی‌مانده از آن زمان در مکزیک، السالوادور، نیکاراگوئه و اکوادور کشف شده‌اند و فرصت‌های تازه‌ای را برای تحقیق و حفاظت فراهم کرده‌اند. در مقایسه با حالت مرسوم آن‌ها در دیگر نقاط جهان که زیستگاه پوزه‌عقابی‌ها در درجه اول صخره‌های مرجانی و لایه‌های سنگی است، در اقیانوس آرام شرقی پوزه‌عقابی‌ها تمایل دارند تا عمدتاً در خورهای کرنا لانه‌گزینی و غذایابی کنند، مثل آن‌هایی که در خلیج جیکویلیسکو در السالوادور، خلیج فونسکا در نیکاراگوئه، السالوادور و هندوراس، استرو پادره راموس در نیکاراگوئه و خلیج گوایاکوئیل در اکوادور حضور دارند.

## بوم‌شناسی

### زیستگاه

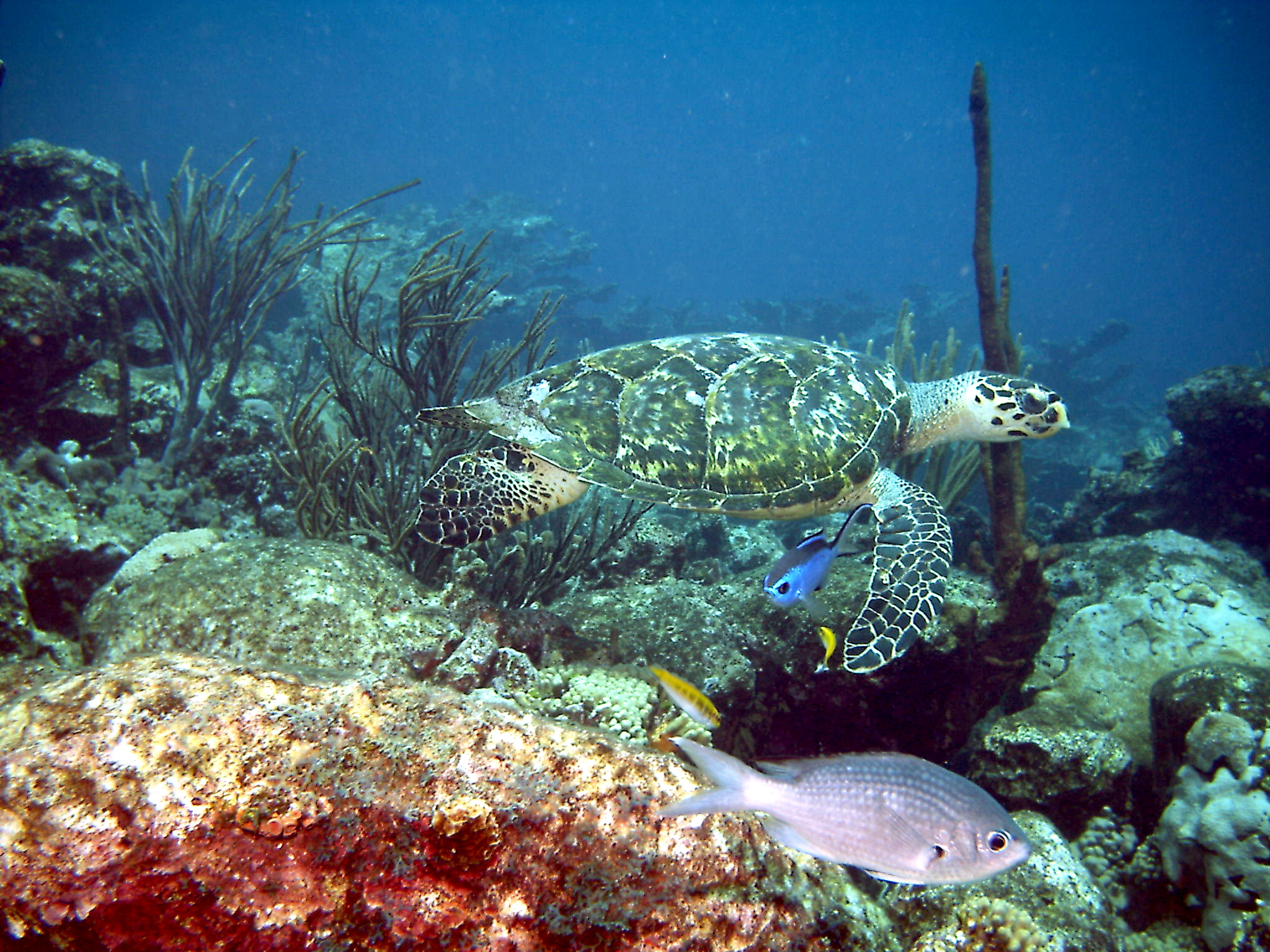
پوزه‌عقابی در یک آب‌سنگ مرجانی واقع در ونزوئلا

تمام شواهد موجود نشان می‌دهند که زیستگاه اصلی لاک‌پشت پوزه‌عقابی مکان‌های سنگی است. لاک‌پشت‌های دریایی پوزه‌عقابی بالغ بیشتر در آب‌سنگ‌های مرجانی استوایی یافت می‌شوند. آن‌ها معمولاً در تمام روز در حال استراحت در غارها و لبه‌های درون و اطراف این آب‌سنگ‌ها مشاهده می‌شوند. به‌عنوان گونه‌ای بسیار مهاجرتی، آن‌ها در دامنه وسیعی از زیستگاه‌ها ساکن می‌شوند؛ از اقیانوس‌های آزاد تا کولاب‌ها و حتی باتلاق‌های کرنا در خورها. اولویت‌های گزیدن زیستگاه در مراحل اولیه زندگی ای. ایمبریکاتا چندان شناخته‌شده نیستند اما گمان می‌رود که آن‌ها مانند دیگر لاک‌پشت‌های دریایی جوان کاملاً دریانشین باشند و تا زمان بلوغ در دریا بمانند.

### تغذیه
با وجود همه‌چیزخوار بودن آن‌ها غذای اصلی‌شان اسفنج دریایی است. این غذا ۷۰–۹۵ درصد از رژیم این لاک‌پشت را تشکیل می‌دهد. با این وجود، پوزه‌عقابی‌ها هم مثل بسیاری از اسفنج‌خواران فقط از گونه‌های انتخابی تغذیه می‌کنند و بسیاری از دیگر گونه‌ها را نادیده می‌گیرند. جمعیت کارائیب این گونه عمدتاً از آستروفوریدا، اسپیروفوریدا و هادرومریدا در رده اسفنج‌های شاخی تغذیه می‌کنند. به‌جز اسفنج‌ها، پوزه‌عقابی‌ها از دیگر جلبک‌ها، گزنده‌تباران، شانه‌دارتباران و دیگر انواع عروس‌های دریایی و شقایق دریایی هم تغذیه می‌کنند. آن‌ها همچنین از آب‌سان‌زیان عروس‌دریایی‌مانندی به نام ناوچه پرتغالی هم تغذیه می‌کنند. پوزه‌عقابی‌ها هنگام تغذیه از این گزنده‌تباران چشم‌های محافظت‌نشده خود را می‌بندند. یاخته گزنده ناوچه پرتغالی نمی‌تواند به سر محافظت‌شده این لاک‌پشت نفوذ کند.
پوزه‌عقابی‌ها بسیار ارتجاعی بوده و نسبت به شکارچیانشان مقاوم هستند. بعضی از اسفنج‌هایی که از آن‌ها تغذیه می‌کنند مثل اسفنج دریایی آپتوس، اسفکیواسپونجیا وسپاریوم، تتیا اکتینیا، کندریلا نوکولا و سوبریتس دمونکولا بسیار سمی و اغلب کشنده هستند. علاوه بر این، پوزه‌عقابی‌ها گونه‌هایی از اسفنج که مقدار زیادی سوزنه سیلیکایی داشته باشند را انتخاب می‌کنند، مثل آنکورینا، جئودیا، اسیونمیا و پلاکوسپونجیا.
تغذیه پوزه‌عقابی‌ها و مهاجرت آنان به مناطق حفاظت‌شده آب‌سنگ مرجانی، گاهی موجب وارد آمدن خسارت به این اکوسیستمها شده‌است. به‌طور ویژه، جمعیت کارائیب پوزه‌عقابی با ورود به مناطق حفاظت‌شده آب‌سنگ‌های مرجانی این منطقه و تغذیه از آن، از عوامل این خسارات بوده‌است. برای مثال، برخی تحقیقات نشان داده که به‌علت ورود میلیونی افراد این گونه به کارائیب در دورهٔ پیشاتاریخ و سطح کم پراکندگی آب‌سنگ‌ها، پوزه‌عقابی‌ها موجب پدیدآمدن خطر جدی برای بقای آب‌سنگ‌ها شده‌اند. اسفنج اصلی در رژیم غذایی پوزه‌عقابی‌های کارائیب، ریکوردا فلوریدا است. زانتوس سوسیاتوس هم اسفنج اصلی در رژیم غذایی افراد جزایر ویرجین است. با وجود در خطر قرار گرفتن گونه‌های اسفنج کارائیب، پژوهش‌ها نشان‌دهنده تنوع در رژیم غذایی پوزه‌عقابی‌ها و غذایابی انتخابی در این گونه هستند. در این تحقیقات، مشخص شد که پوزه‌عقابی‌های مناطق مختلف، معمولاً از یک نوع اسفنج استفاده می‌کنند و در هنگام غذایابی، تحرک چندانی ندارند. عدم تحرک زیاد، نشان‌دهنده امکان یافتن غذا در منطقه‌ای کوچک است. همچنین شواهد نشان‌دهنده وجود غذاهای بیشتر روی دیواره‌های سنگی و صخره‌ای هستند. تحقیقات نشان داده که آب‌سنگ‌های مرجانی جدید، تراکم اسفنج بیشتری دارند.

### تنفس

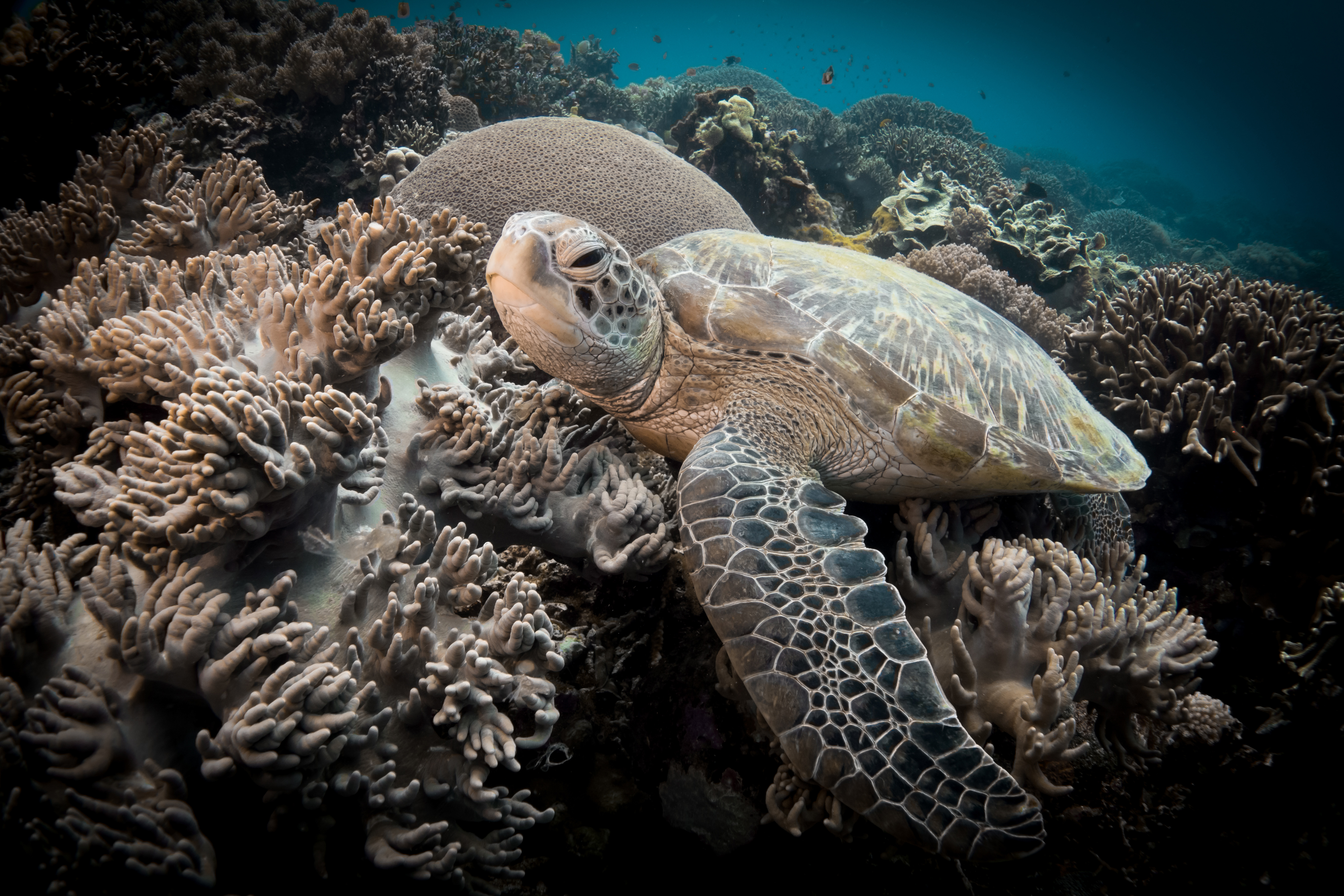
یک لاک‌پشت پوزه‌عقابی در حین شنا در لابه‌لای اِسفَنج‌های دریایی و مرجان‌های دریایی در نزدیکی جزیره آپو (en) واقع در فیلیپین.

پوزه‌عقابی‌ها تقریباً تمام زندگی خود را زیر آب زندگی می‌کنند، اما باید برای تنفس به سطح آب آمده و هوا تنفس کنند. همانند دیگر خزندگان، پوزه‌عقابی‌ها هم دارای شُش هستند و به علت انجام سریع و پرقدرت عمل دم، می‌توانند هوای موجود در شش‌هایشان را سریعاً با هوای دارای اکسیژن مبادله کنند. شش پوزه‌عقابی‌ها برای مبادله سریع اکسیژن و جلوگیری از گیر کردن گازها در هنگام حضور در عمق آب سازگار شده‌است. خون لاک‌پشت‌های دریایی می‌تواند اکسیژن را حتی در فشار زیاد زیر آب به اندام‌ها برساند. لاک‌پشت‌های سرخ و لاک‌پشت‌های سبز معمولاً به مدت ۴ تا ۵ دقیقه در زیر آب شنا کرده و سپس برای یک تا سه ثانیه برای تنفس به سطح آب می‌آیند.
لاک‌پشت‌های دریایی از جمله پوزه‌عقابی‌ها می‌توانند به مدت چندین ساعت زیر آب استراحت کرده یا بخوابند ولی این زمان در هنگام شیرجه برای غذا یا جهت فرار از دست شکارچیان بسیار کوتاه‌تر است. پوزه‌عقابی‌ها معمولاً می‌توانند در هنگام خواب یا استراحت به مدت ۴ تا ۷ ساعت زیر آب بمانند. تحقیقات نشان داده که لاک‌پشت‌های دریایی در خواب زمستانی گاه چندین ماه بدون تنفس در زیر آب به حیات خود ادامه می‌دهند. میزان روی آب آمدن پوزه‌عقابی‌ها در هنگام شب و استراحت، کاهش می‌یابد.
تنفس پوزه‌عقابی از دو راه دهان و مقعد انجام می‌شود. پژوهش‌های بیشتر در خصوص دلیل ممکن بودن خواب زمستانی چندماهه لاک‌پشت‌های دریایی نشان داده که این جانوران در حین خواب زمستانی از راه گیرنده‌های مقعد خود تنفس می‌کنند. از آن‌جا که پشت‌لاک این گونه‌ها بسیار محکم است، قابلیت فعالیت ماهیچه‌های تنفسی همانند انسان—که باعث حرکت مناسب شش‌ها شوند—وجود ندارد. از طرف دیگر، تنفس ششی در هنگام خواب زمستانی منجر به ایجاد اسید لاکتیک می‌شود که لاک‌پشت باید برای دفع آن فرایندی را انجام دهد که منجر به مصرف انرژی می‌شود. در عوض، لاک‌پشت‌های دریایی که در آب‌های سرد به خواب زمستانی فرومی‌روند از راه مقعد تنفس می‌کنند. در این شیوه، در اطراف پارگین کیسه‌هایی به‌نام بورسا وجود دارند که به راحتی گسترش می‌یابند. در دیواره این کیسه‌ها، رگ‌های خونی وجود دارد. اکسیژن وارد شده از راه این کیسه‌ها به رگ‌ها وارد و به مصرف لاک‌پشت می‌رسد و سپس کیسه‌ها به وضع فشرده و عادی خود برمی‌گردند. در این شیوه، انرژی زیادی مصرف نمی‌شود و لاک‌پشت می‌تواند در حال خواب زمستانی، که انرژی زیادی برای انجام فعالیت‌های معمول وجود ندارد، به حیات خود ادامه دهد.
در بررسی‌های انجام‌شده در سال ۱۹۹۴ در ساحل شمال‌غربی جزیره مونا، پورتوریکو، مشخص شد که مدت زیر آب بودن این لاک‌پشت‌ها در آب در مدت روز، به‌مراتب بیشتر از میزان گزارش‌شده از قبل بوده‌است. گزارش‌های قبلی، بیان می‌داشت که این میزان برای پوزه‌عقابی، مشابه همین مقدار در لاک‌پشت‌های سبز بوده‌است؛ گزارش سال ۱۹۹۴ نشان داد که مدت زیر آب بودن این گونه، به‌مراتب بیشتر از همین مدت برای لاک‌پشت‌های سبز است.

### گردش خون
دستگاه گردش خون لاک‌پشت‌های دریایی و از جمله پوزه‌عقابی‌ها شامل قلب، سرخرگ، سیاهرگ و رگ‌های لنفی است. قلب این خزندگان سه حفره‌ای بوده و نقش پمپ اصلی را ایفا می‌کند. دیواره سرخرگ‌ها کلفت بوده و شامل ماهیچه و رشته‌های کشسان است. سیاهرگ‌ها هم دیواره‌ای نازک‌تر دارند و در حیوانات مرده بسته می‌شوند. بیشتر رگ‌های این لاک‌پشت‌ها دارای دریچه است. رگ‌های لنفی مایع میان‌بافتی را از بیرون دستگاه گردش خون به داخل آن می‌آورند. این رگ‌ها بسیار نازک‌اند و اطراف سرخرگ و سیاهرگ را مانند غلافی می‌پوشانند.
قلب این لاک‌پشت‌ها درون آب‌شامه قرار داده شده و در سطح پشتی توسط زائده اخرمی و زائده غرابی، در سطح جلویی توسط شش‌ها و از دو طرف توسط کبد پوشیده شده‌است. قلب این گونه شامل یک سینوس سیاهرگی، دو دهلیز بزرگ و یک بطن است. برای خون‌رسانی به تمام بدن، ابتدا دهلیزها خون خود را به درون بطن مشترک می‌ریزند. دهلیز راست دارای خون تهویه‌نشده‌است که آن را از اندام‌ها دریافت می‌کند. دهلیز چپ هم دارای خون تهویه‌شده‌ای است که از شش‌ها و پوست دریافت کرده. برای کاهش اختلاط خون تهویه‌شده و تهویه‌نشده، بطن به دو حفره تقسیم شده‌است، هرچند در این حالت همچنان می‌توان اختلاط انواع خون را دید. با انقباض بطن، خون تهویه‌شدهٔ دهلیز چپ که تقریباً خالص است، با ورود به سرخرگ کاروتید مشترک، به سر و مغز فرستاده شده و خون تهویه‌نشده هم جهت تهویه به مراکز تنفسی (شش‌ها و پوست) می‌رود. با این وجود، در آئورت می‌توان اختلاط دو نوع خون را مشاهده کرد، اما حتی این نوع خون هم اکسیژن کافی برای تنفس اندام‌ها را دارد.

## چرخه زندگی

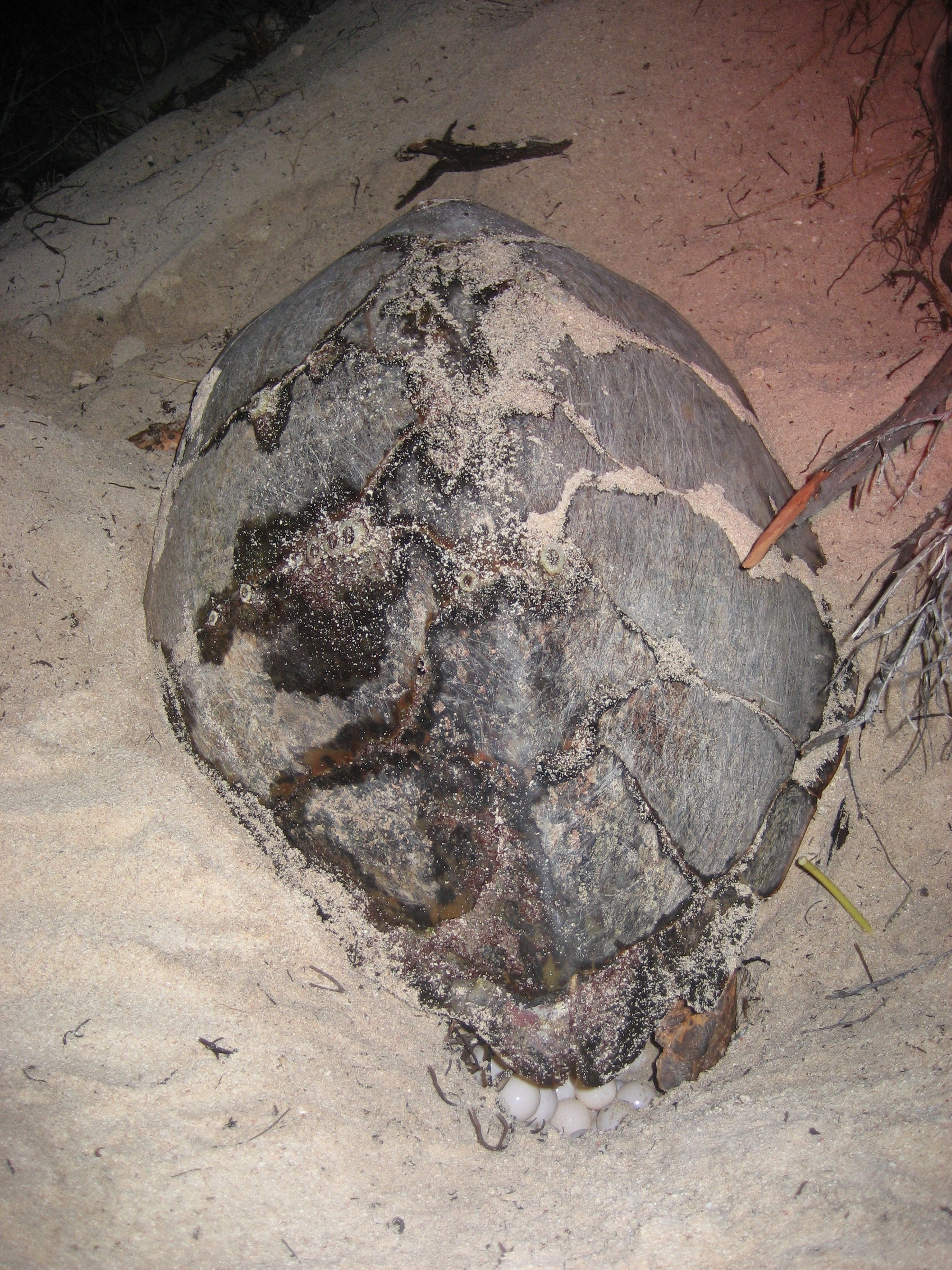
پوزه‌عقابی ماده در حال تخم‌ریزی در جزیره مونا، پورتوریکو

اطلاعات زیادی در خصوص چرخه زندگی پوزه‌عقابی‌ها در دسترس نیست. چرخه زندگی آن‌ها می‌تواند به سه مرحله تقسیم شود: مرحله دریانشینی که از خروج از تخم تا حدود ۲۰ سانتی‌متری جانور را شامل می‌شود، مرحله اقیانوسی که لاک‌پشت‌های نابالغ به مناطق غذایابی رهسپار می‌شوند، و مرحله باروری که لاک‌پشت‌ها در آن به بلوغ جنسی می‌رسند. مرحله دریانشینی محتملاً تا زمانی که لاک‌پشت‌ها به حدود ۲۰ سانتی‌متر در مدت زمان ۱ تا ۳ سالگی برسند ادامه دارد. این لاک‌پشت‌ها در زمانی که حدود ۴۰ سانتی‌متر هستند (۲ تا ۴ سالگی) به بلوغ جنسی می‌رسند. پوزه‌عقابی‌ها پس از رسیدن به مرحلهٔ اقیانوسی، نوعی وفاداری را نسبت به منطقهٔ زندگی از خود نشان می‌دهند، با این وجود مهاجرتشان به زیستگاه‌های مشابه دیگر ممکن است.
برای یافتن اطلاعات بیشتر در خصوص چرخه زندگی لاک‌پشت‌های پوزه‌عقابی، از ردیاب‌های ماهواره‌ای استفاده می‌شود. با توجه به دانش پایین نسبت به زندگی این گونه، پژوهشگران با استفاده از ردیاب‌های نصب شده روی پشت‌لاک پوزه‌عقابی‌ها آن‌ها را ردیابی می‌کنند. در این شیوه، هنگام تخم‌ریزی افراد گونه، پژوهشگران ردیاب را روی آن‌ها نصب می‌کنند و با برگشت فرد به درون آب، با استفاده از ماهواره آن را ردیابی می‌کنند تا دانش بیشتری در خصوص پوزه‌عقابی‌ها به دست آید. از دیگر راه‌ها برای مطالعه روی این گونه، علامت‌زدن یک لاک‌پشت خاص و ردگیری دوباره آن در دوره بعدی بازگشتش به ساحل است؛ این روش ممکن است برای دقت بالاتر، با استفاده از جی‌پی‌اس همراه شود.

### بلوغ

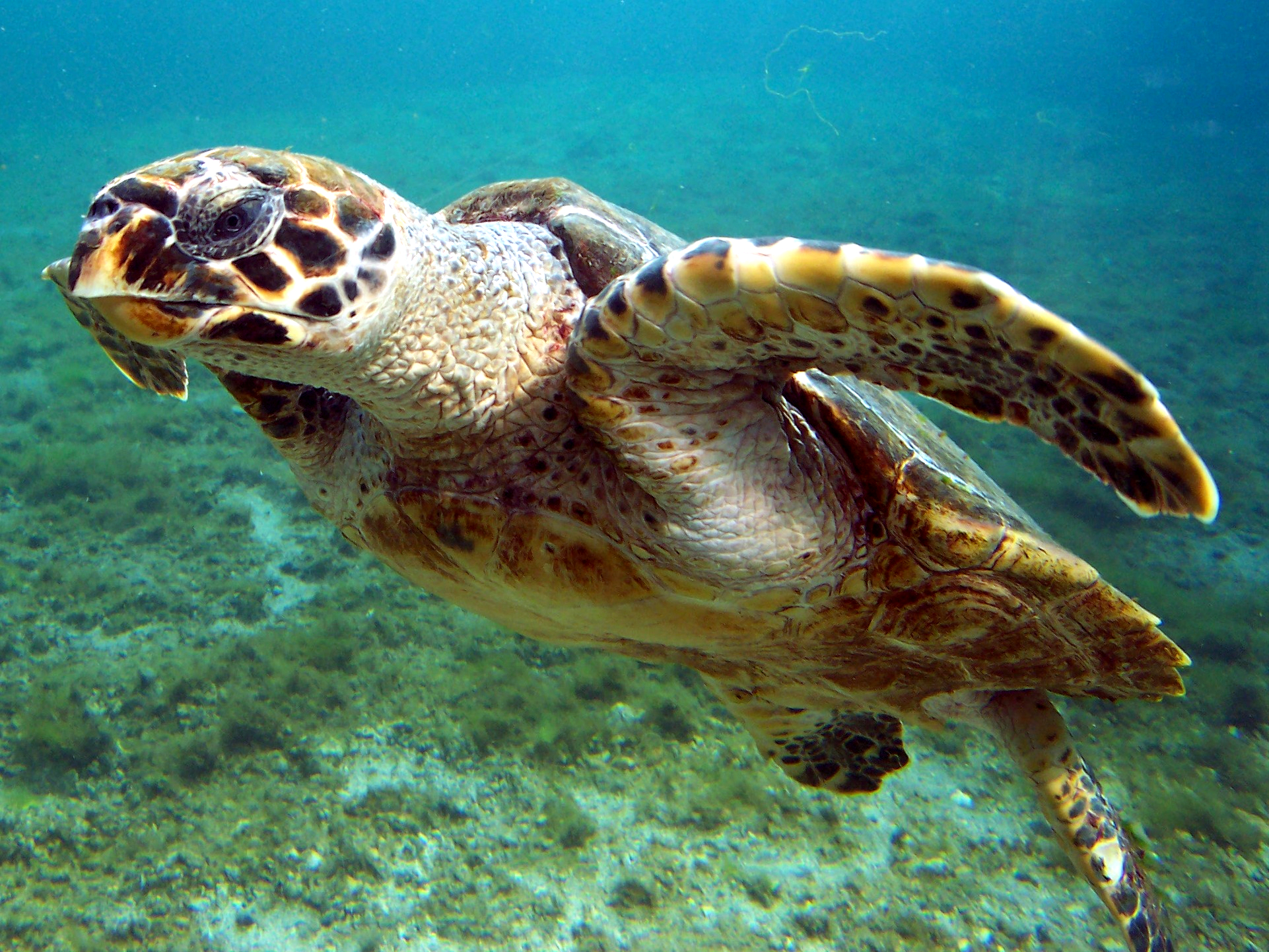
ای. ایمبریکاتا جوان در رئونیون

پوزه‌عقابی‌ها به‌طور مشخص پس از ۲۰ سال به بلوغ می‌رسند. طول عمر آن‌ها نامشخص است. مانند بسیاری از لاک‌پشت‌های دریایی دیگر، پوزه‌عقابی‌ها در بیشتر زندگی‌شان تنها هستند و تنها برای جفت‌یابی یکدیگر را ملاقات می‌کنند. پیش‌تر تصور می‌شد که افراد این گونه مهاجرتی نیستند، اما پژوهش‌های جدید، نشان می‌داد که آن‌ها بسیار مهاجرتی بوده و بین لانه‌های ساحلی و مناطق غذایابی، صدها و هزاران کیلومتر را می‌پیمایند. آزمایش روی یک پوزه‌عقابی نر، نشان می‌داد که نوع نر این جانور، همانند گونه ماده آن، بسیار مهاجرتی است. به‌دلیل پشت‌لاک محکمشان، تنها شکارچیان نوع بالغ این گونه کوسه‌ها، تمساح آب شور، هشت‌پا و برخی گونه‌های بزرگ ماهی لجه‌ای، همچون کوسه ببری یا جالوت هامور اقیانوس اطلس، هستند.
مجموعه‌ای از نشانه‌های حیاتی و زیستی مثل ژنتیک فرد، کیفیت و کمیت غذایابی یا تراکم جمعیت ممکن است منجر به بلوغ اندام تناسلی و تولید گامت و بلوغ جنسی و در نتیجه به‌وجودآمدن جنین شود. مانند بسیاری از خزندگان، بسیار بعید است که تمام لاک‌پشت‌های دریایی از یک تجمع یکسان در زمان و اندازه یکسانی به بلوغ جنسی برسند. سن بلوغ بین ۱۰ سال و ۲۵ سال برای پوزه‌عقابی‌های کارائیب تخمین‌زده شده‌است. لاک‌پشت‌هایی که در منطقه هند-آرام لانه‌گزینی می‌کنند ممکن است حداقل در ۳۰ تا ۳۵ سالگی به بلوغ برسند.

### مهاجرت
مهاجرت پوزه‌عقابی‌های ماده برای تولید مثل، هر دو یا سه سال انجام می‌گیرد. البته همه افراد گونه به یک ساحل نمی‌روند. برای مثال، در پژوهش انجام‌شده روی پوزه‌عقابی‌های باهیا، برزیل، نشان داده شد که با وجود مهاجرت اکثر افراد به سواحل شمالی برزیل، یک لاک‌پشت به ساحل دیگری مهاجرت کرد. در پژوهش انجام‌گرفته در هاوایی، مشخص شد که افراد گونه معمولاً برای غذایابی، به سواحلی مهاجرت می‌کنند که در دوره مهاجرت قبل، به آن‌جا آمده بودند. به‌عنوان مثال، یکی از اعضای ماده، در سال ۱۹۹۳ در همان مکانی دیده شد که در سپتامبر ۱۹۹۱ هم به آن مهاجرت کرده‌بود. افراد ماده، تا زمان تخم‌ریزی آخرین لانه، در نزدیکی ساحل باقی مانده و سپس به دریا بازمی‌گردند. مناطق دارای آب‌سنگ مرجانی، اصلی‌ترین محل‌های مهاجرت پوزه‌عقابی‌ها برای غذایابی هستند. پوزه‌عقابی‌ها دوره‌ای بین ۱۱۶ تا ۷۲۲ روز را در مناطق غذایابی سپری می‌کنند.
گزارش‌ها نشان می‌دهند که در مراحل پسالانه‌گزینی، حرکات پوزه‌عقابی‌ها بسیار کم و محدود به طی‌کردن فاصله بین ساحل لانه‌گزینی و محل‌های غذایابی است. پس از لانه‌گزینی، پوزه‌عقابی‌ها به مناطق غذایابی خاص نزدیک و دور از ساحل لانه‌گزینی خود مهاجرت می‌کنند. چنین تفاوتی در لاک‌پشت‌های ماده که در یک ساحل لانه‌گزینی کرده‌اند، دیده می‌شود. الگوی قابل‌تشخیصی برای توجیه دلیل مهاجرت برخی ماده‌ها به فواصل نزدیک، و مهاجرت برخی دیگر به فواصل دورتر، و نادیده‌گرفتن آب‌سنگ‌های مرجانی نزدیک، پیدا نشده‌است.
هر دو نوع مهاجرت با فاصله نزدیک و دور، نسبتاً سریع هستند و طی‌کردن مسیر مستقیم، می‌تواند در آب‌های عمیق اقیانوسی و کانال‌ها، یا در آب‌های کم‌عمق ساحلی انجام بگیرد. زمانی که یک فرد ماده به محل غذایابی برسد، تا فرارسیدن زمان مهاجرت بعدی برای تولید مثل، در همان‌جا باقی‌می‌ماند.

### تولید مثل

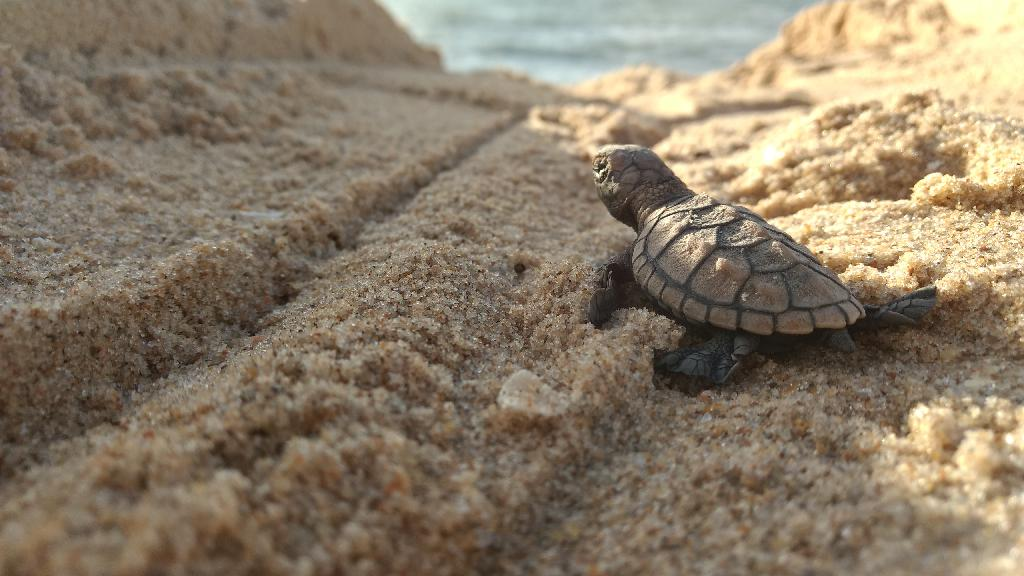
لاک‌پشت پوزه‌عقابی نوزاد در پائولیستا، پرنامبوکو، برزیل

پوزه‌عقابی‌ها هر دو یا سه سال، در کولاب‌های منزوی اطراف ساحل‌های لانه‌گزینی‌شان در سواحل دوردست داخل محدوده‌شان جفت‌یابی می‌کنند. مهم‌ترین سواحل لانه‌گزینی در مکزیک، سیشل، اندونزی و استرالیا هستند. فصل جفت‌یابی برای پوزه‌عقابی‌های اقیانوس اطلس معمولاً در محدوده آوریل تا نوامبر است. جمعیت اقیانوس هند مثل جمعیت پوزه‌عقابی‌های سیشل از سپتامبر تا فوریه جفت‌یابی می‌کنند. پس از جفت‌یابی، ماده‌ها در هنگام بعدازظهر، بدن سنگین‌شان را به ساحل می‌رسانند. در یک مورد، یک پوزه‌عقابی ماده ساکن جزیره مونا، حدود ۱۰۰ کیلومتر شنا کرد و خود را به جزیره سوانا در جمهوری دومینیکن رساند. این لاک‌پشت برای تولید مثل، ۹ روز در جزیره سوانا باقی ماند. برای پیدا کردن محل مناسب لانه‌گزینی، لاک‌پشت ماده در مسیری کم‌وبیش زیگ‌زاگی، ساحل را می‌گردد و گاهی حتی مسیرهای طولانی را چندین بار طی می‌کند تا مکان مناسب برای لانه را پیدا کند. آن‌ها ناحیه‌ای را در میان شن‌ها تمیز می‌کنند و با استفاده از باله‌های عقبی‌شان چاله‌ای را به‌عنوان لانه حفر می‌کنند و سپس دسته‌های تخم را درون این چاله‌ها گذاشته و روی آن‌ها را با شن می‌پوشانند. باله‌های عقبی، در هر بار فرورفتن در شن‌های ساحل، مقداری شن را بیرون می‌ریزند. هر پوزه‌عقابی ماده، به‌طور معمول ۴ تا ۵ لانه با ظرفیت حدود ۱۵۵ تخم در هر لانه می‌سازد. لانه‌های واقع‌شده در کارائیب و فلوریدا معمولاً حاوی حدود ۱۴۰ تخم هستند. پس از فرایندی چندساعته، ماده‌ها به دریا بازمی‌گردند. لانه‌های آن‌ها در ساحل‌های حدود ۶۰ کشور یافت می‌شود. در پژوهشی که در سال‌های ۱۹۹۱ و ۱۹۹۲ در عربستان سعودی انجام شد، هیچ‌یک از لاک‌پشت‌ها برای لانه‌یابی و تخم‌ریزی در یک زمان به دو ساحل نرفتند. این رفتار، احتمال وفاداری آنان به یک منطقه در هنگام لانه‌یابی را افزایش می‌دهد.
لاک‌پشت‌های نوزاد معمولاً وزنی کمتر از ۲۴ گرم (۰٫۸۵ اونس) دارند و پس از دو ماه شبانه از تخم بیرون می‌آیند. هر تخم وزنی در حدود ۲۰ تا ۲۷ گرم دارد و یک پوزه‌عقابی ماده، حدود ۱۲–۲۱ کیلوگرم تخم را با خود حمل می‌کند. این نوزادان تازه از تخم درآمده رنگی تیره داشته و پشت‌لاک قلب‌شکلی با اندازه حدود ۲٫۵ سانتی‌متر (۰٫۹۸ اینچ) دارند. آن‌ها به‌طور غریزی به درون دریا می‌خزند و توسط بازتاب ماه روی آب جذب آن می‌شوند. این نوزادان در هنگام تاریکی از تخم بیرون می‌آیند اما اگر تا قبل از روشنایی روز به آب نرسند توسط جانورانی مثل پرندگان و خرچنگ‌ها و دیگر شکارچیان شکار می‌شوند. در تحقیقات انجام‌گرفته در جزیره کوسین، مشخص شد که اصلی‌ترین شکارچیان تخم‌ها و لاک‌پشت‌های کوچک، خرچنگ مرموز است. حداقل یک خرچنگ مرموز در بسیاری از لانه‌ها حضور داشت و در دو لانه، خرچنگ‌ها تقریباً تمام تخم‌ها را خورده بودند. بسیاری لاک‌پشت‌های تازه از تخم درآمده در راه دریا می‌میرند، چرا که خرچنگ‌ها با چنگ زدن به سر یا گردن آنان، چشم‌ها و سرشان را می‌خورند و پس از آن، محتویات بدن لاک‌پشت را خالی می‌کنند. از آن‌جا که بیشتر نوزادان در شب از تخم خارج می‌شوند، شکار آن‌ها توسط پرندگان، احتمال کمی دارد. در پژوهشی در سال‌های ۱۹۹۱ و ۱۹۹۲ در عربستان سعودی، خرچنگ‌های مرموز، خرچنگ‌های گوشه‌گیر و موش‌های خانگی صرفاً از تخم‌های مرده برای تغذیه خود استفاده می‌کردند. با این که ماهی‌های مرکب نمی‌توانند برای خوردن تخم‌ها به ساحل بیایند، بسیاری از آنان در اطراف ساحل منتظر نزدیک‌شدن فرزندان به آب، برای خوردن آن‌ها، می‌مانند.

### جذب و استفاده از انرژی

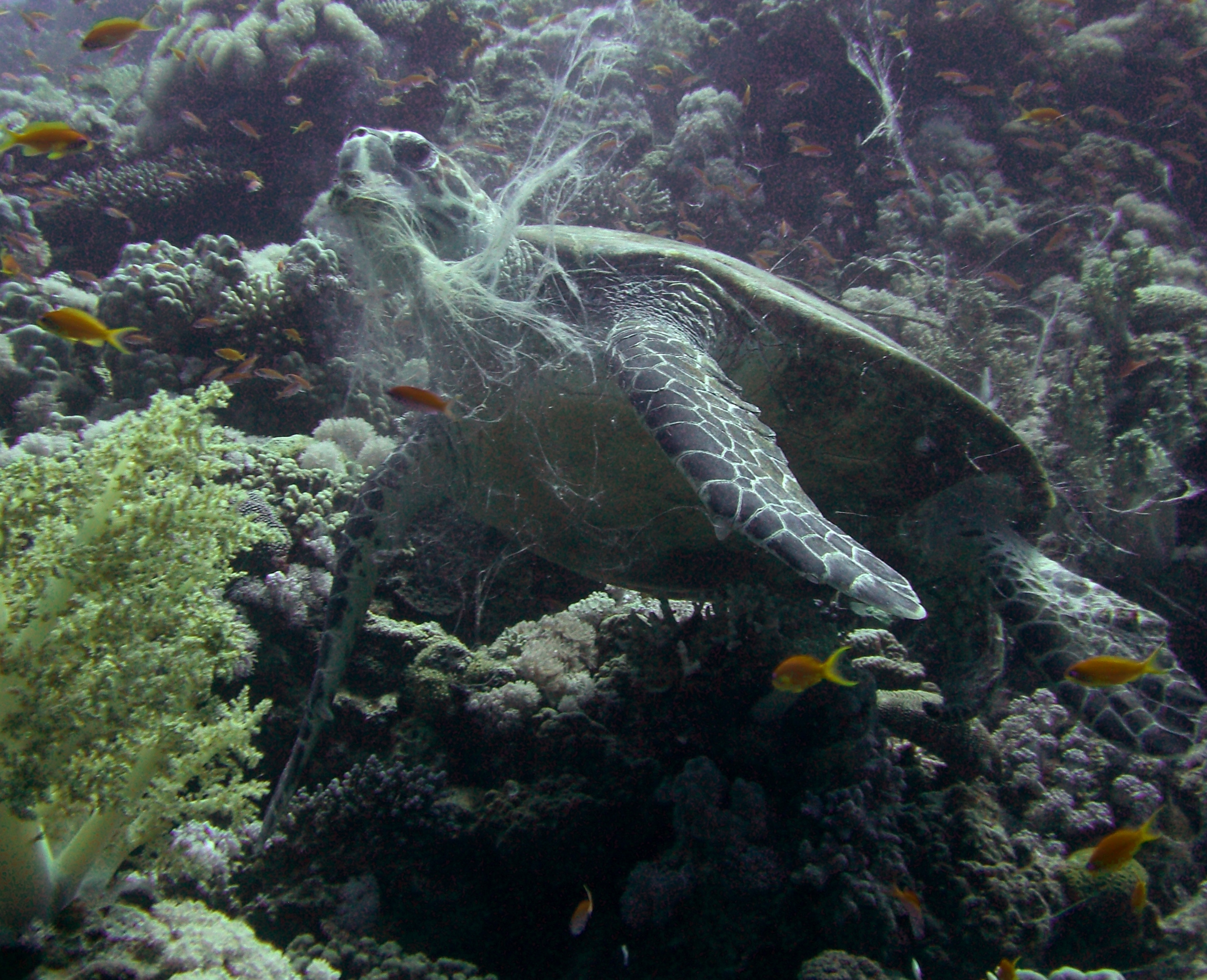
ای. ایمبریکاتا در حال جویدن غذا

میزان جذب انرژی قابل‌مصرف سالانه در پوزه‌عقابی، دقیقاً مشخص نیست، اما مقدار تقریبی آن در سال برابر ۱۱٬۰۰۰ کیلوژول در کیلوگرم به‌ازای هر پوزه‌عقابی بالغ است. برای تبدیل این تقریب به میزان اسفنج مصرفی توسط پوزه‌عقابی، می‌توان از کندریلا نوکولا استفاده کرد؛ چرا که شکار اصلی پوزه‌عقابی بوده و تحقیقات کاملی در خصوص انرژی آن انجام‌گرفته‌است. برای مثال، از بین هشت تحقیق انجام‌گرفته در کارائیب، هفت مورد از آن‌ها نشان‌دهنده مصرف عمدهٔ کندریلا نوکولا بود. همچنین انرژی زیاد، مواد آلی و مواد نیتروژن‌دار موجود در کندریلا نوکولا، از دیگر عوامل مصرف آن توسط پوزه‌عقابی هستند. وزن تقریبی پوزه‌عقابی بالغ، در حدود ۷۰ کیلوگرم است. انرژی کندریلا نوکولا هم ۱۵٬۹۰۰ کیلوژول در کیلوگرم است. دامنه ضریب جذب انرژی قابل‌مصرف، ۴۳–۹۰٪ در نظر گرفته می‌شود؛ این ضریب برای لاک‌پشت‌های سبز برابر ۴۳٫۴٪ است و از آن‌جا که اسفنج‌ها نقش اصلی را در رژیم غذایی پوزه‌عقابی‌ها دارند، این مقدار در پوزه‌عقابی افزایش می‌یابد. در بین تمام خزندگان، بیشینهٔ ضریب جذب انرژی قابل‌مصرف ثبت‌شده تقریباً برابر با بیشینهٔ این ضریب در پوزه‌عقابی (۹۰٪) است. وزن خالص تخمینی اسفنج مصرف‌شده توسط هر پوزه‌عقابی بالغ، ۵۴–۱۱۳ کیلوگرم در سال است. از آن‌جا که وزن خالص کندریلا نوکولا در حدود ۱۵٪ وزن ناخالص آن است، وزن ناخالص تخمینی مورد استفاده هر فرد بالغ گونه ۳۶۰–۷۵۳ کیلوگرم در سال است. با توجه به حضور حدود ۲۷٬۰۰۰ پوزه‌عقابی بالغ در کارائیب، وزن خالص اسفنج مورد استفاده آن‌ها برابر ۱٫۵–۳٫۱ میلیون کیلوگرم، و وزن ناخالص برابر با ۱۰–۲۱ میلیون کیلوگرم اسفنج در سال است.
وزن اسفنج مصرفی پوزه‌عقابی‌ها در طول زمان متفاوت بوده‌است. پوزه‌عقابی‌ها از دوران‌های قدیم برای استفاده از پشت‌لاک، گوشت و تخم‌هایشان شکار می‌شده‌اند. تحقیقات نشان می‌دهد که جمعیت پوزه‌عقابی‌های کارائیب در ۱۰۰ سال گذشته به دلیل شکار گسترده در سده هجدهم و نوزدهم میلادی، ۷۵–۹۸٪ کاهش داشته‌است. بنابراین، مقدار پوزه‌عقابی‌های کارائیب در دوران‌های قدیم در حدود ۵۴۰٬۰۰۰ فرد بالغ بوده‌است که با توجه به آمار، ۲۰۰–۴۲۰ میلیون کیلوگرم اسفنج را در هر سال مصرف می‌کرده‌اند. مصرف این مقدار عظیم اسفنج در گذشته، منجر به عواقب مستقیم و غیرمستقیم برای اسفنج‌های کارائیب شده‌است. استفاده فراوان از اسفنج‌ها برای تغذیه، موجب کاهش جمعیت آنان شده و از طرف دیگر، پوزه‌عقابی‌ها در تنوع آب‌سنگ‌ها و رقابت بر سر فضا نقش داشته‌اند. مرجان‌های سنگی و اسفنج‌ها معمولاً برای به‌دست‌آوردن فضای موجود روی آب‌سنگ‌ها با یکدیگر رقابت می‌کنند و کنش و واکنش‌های انجام گرفته در هر متر مربع به ۱۲ مورد هم می‌رسد؛ اسفنج‌ها معمولاً در این رقابت برنده می‌شوند. رقابت بر سر فضا بین اسفنج‌ها هم وجود دارد و شکار این گونه‌ها توسط پوزه‌عقابی‌ها، نقش مهمی در تعیین تنوع گونه‌های اسفنجی ایفا می‌کند. از آن‌جا که کندریلا نوکولا یک رقیب بسیار تهاجمی برای اشغال فضا روی آب‌سنگ‌های مرجانی به‌حساب می‌آید، نقش پوزه‌عقابی‌ها در رقابت بر سر فضا پررنگ‌تر هم می‌شود. با این وجود، پژوهش‌های انجام‌گرفته روی آب‌سنگ‌های کارائیب امروزی نشان می‌دهد که اسفنج‌ها قادر به مغلوب‌کردن مرجان‌ها نبوده‌اند. با توجه به کاهش قابل‌توجه جمعیت پوزه‌عقابی‌ها، این اتفاق احتمالاً بر اثر شکار اسفنج‌ها توسط اسفنج‌خوارانی مثل طوطی‌ماهیان و بی‌مهرگان رخ‌داده‌است.

## ریشه‌شناسی و تاریخچه آرایه‌شناسی

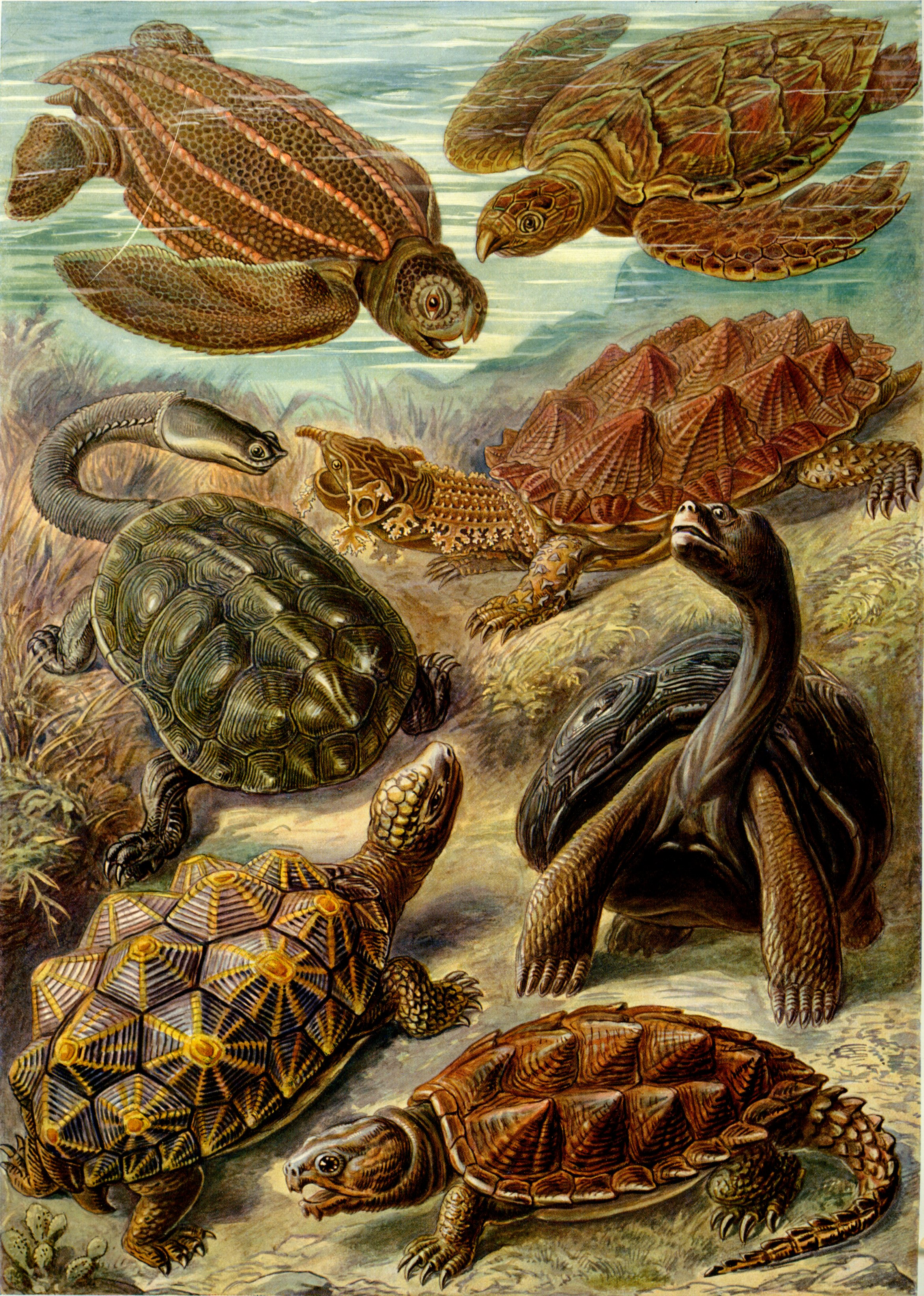
لاک‌پشت دریایی پوزه‌عقابی (بالا، راست) در قابی اثر ارنست هکل در سال ۱۹۰۴

لینه در سال ۱۷۶۶ و در ویرایش دوازدهم کتاب سامانه طبیعت لاک‌پشت دریایی پوزه‌عقابی را تستودو ایمبریکاتا نامید. در سال ۱۸۴۳، جانورشناس اتریشی به نام لیوپولد فیتزینگر این گونه را به سرده ارتموکلیس منتقل کرد. در ۱۸۵۷، این گونه‌ها موقتاً به اشتباه با عنوان ارتموکلیس ایمبریکاتا اسکواماتا شناخته می‌شدند.
دو زیرگونه در آرایه ای. ایمبریکاتا وجود دارند. ای. آی. بیسا (روپل، ۱۸۳۵) به جمعیت مقیم در اقیانوس آرام اشاره دارد. جمعیت اقیانوس اطلس زیرگونه جداگانه‌ای به‌نام ای. آی. ایمبریکاتا (لینه، ۱۷۶۶) هستند. زیرگونه منتخب، آرایه اقیانوس اطلس است و دلیل این موضوع، قرارگیری این نوع گونه در اختیار لینه است.
فیتزینگر نام این سرده (ارتموکلیس) را از دو ریشه یونانی اِرِتمو و کلیس که به‌ترتیب به‌معنای «پارو» و «لاک‌پشت» هستند گرفته‌است. این نام به باله‌های جلویی پاروشکل این لاک‌پشت اشاره دارد. نام این گونه (ایمبریکاتا) لاتین بوده و به کلمه imbricate در انگلیسی اشاره دارد که به‌معنای چیدن به‌گونه‌ای است که هم‌پوشانی به‌وجود بیاید و به طرح هم‌پوشانی سپرمانند عقبی این لاک‌پشت‌ها اشاره می‌کند. نام زیرگونه اقیانوس آرام پوزه‌عقابی (بیسا) کلمه لاتین به‌معنای «دو برابر» است. این زیرگونه در اصل با نام کارتا بیسا توصیف می‌شد. این عبارت به قرارگیری یک سپس‌گونه به‌عنوان گونه دوم در سرده این جانور اشاره داشت. کارتا نام سرده خویشاوند بسیار بزرگ‌تر پوزه‌عقابی، لاک‌پشت سرخ است.

### تاریخچه تکاملی
در میان لاک‌پشت‌های دریایی، ای. ایمبریکاتا چندین ویژگی کالبدی و زیستی منحصربه‌فرد دارد. این گونه تنها خزنده اصلی از اسفنج‌خواران است. به همین دلیل، قرارگیری تکاملی آن به‌نوعی نامشخص است. بررسی‌های مولکولی از قرارگیری ارتموکلیس در تبار لاک‌پشت سرخ که شامل لاک‌پشت سرخ گوشت‌خوار و لاک‌پشت دریایی ریدلی است بیش از قرارگیری آن در تبار لاک‌پشت سبز که شامل لاک‌پشت سبز گیاه‌خوار است حمایت می‌کنند. پوزه‌عقابی احتمالاً از اجداد گوشت‌خوار تکامل یافته‌است. از نظر تکامل، بخش‌های مختلفی از این جانور به تدریج سازگار گشته‌است. برای مثال، شش این جانوران برای تهویه سریع سازگار شده‌است و دستگاه گردش خون آنان می‌تواند خون را حتی در فشارهای بالای آب به گردش درآورد. از آن‌جا که منبع اصلی تغذیه پوزه‌عقابی‌ها اسفنج دریایی است، آن‌ها برای تغذیه باید قادر به فروبردن دهانشان به درون صخره‌ها باشند. همین موضوع، سبب شده تا پوزه این جانوران به تدریج به شکل منقار عقاب درآید. علاوه بر این، بدن و پوشش سر این جاندار برای حفاظت از آن در برابر شکارچیانی همچون ناوچه پرتغالی و سمّ غذاهایی مثل اسفنج دریایی آپتوس مقاوم شده‌است.

## بهره‌برداری انسانی

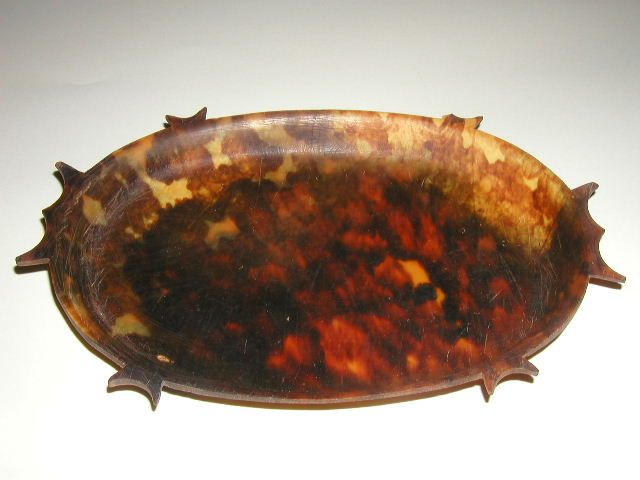
نمونه بهره‌برداری انسان از لاک‌پشت پوزه‌عقابی در اقلام تزیینی (تلوک)

با وجود ممنوعیت شکار لاک‌پشت‌های دریایی پوزه‌عقابی در بسیاری از کشورها، آن‌ها در تمام جهان توسط انسان‌ها صید می‌شوند. در برخی نقاط جهان، گوشت لاک‌پشت‌های دریایی مثل لاک‌پشت سبز به عنوان نوعی غذا خورده می‌شود. از قرن پنجم پیش از میلاد، لاک‌پشت‌های دریایی، شامل پوزه‌عقابی‌ها، از غذاهای لذیذ در چین بوده‌اند. با وجود این، به دلیل سیاهی، روغنی بودن و بدبو بودن گوشت پوزه‌عقابی، استفاده غذایی از آن معمول نیست و بیشترین استفاده انسانی این گونه، برای بهره بردن از پشت‌لاک آن است.
در بسیاری از فرهنگ‌ها، پوسته لاک‌پشت در تزیینات به کار می‌رود. این لاک‌پشت‌ها از دوران مصر باستان به دلیل داشتن پوسته‌های زیبا صید می‌شده‌اند و ماده‌ای به‌نام تورتویزشل معمولاً از پوزه‌عقابی‌ها استخراج می‌شود. پوزه‌عقابی‌های نابالغ و نیمه‌بالغ گاهی به‌صورت شکم‌پُر و جلاخورده و به‌عنوان اشیایی عجیب به فروش می‌رسند. در چین که این لاک‌پشت با نام تای می شناخته می‌شد، پوزه‌عقابی با نام «لاک‌پشت پوسته‌سنگ‌پشتی» شناخته می‌شود و دلیل اصلی این نام‌گذاری، پوسته آن است که برای ساخت و تزیین بسیاری از اقلام کوچک استفاده می‌شود و استفاده مشابهی از این ماده در غرب هم صورت می‌گیرد. یک پوزه‌عقابی بزرگ ممکن است پشت‌لاکی با وزن ۶–۷ کیلوگرم داشته باشد. در ساحل جنوبی جاوه، پوزه‌عقابی‌های شکم‌پُر با وجود کاهش تعدادشان در دو دهه اخیر در فروشگاه‌های سوغات فروخته می‌شوند. در ژاپن، لاک‌پشت‌ها همچنین برای پوشش سپرمانند پوسته‌شان که در ژاپنی به آن بکّو گفته می‌شود صید می‌شوند. این ماده در ژاپن در وسایل شخصی مختلفی مثل بدنه عینک یا شامیسن (نوعی وسیله موسیقی سنتی ژاپنی با سه تار) استفاده می‌شود. در غرب از پوسته لاک‌پشت دریایی پوزه‌عقابی برای ساختن اشیاء کوچکی مثل شانه، برس و حلقه توسط یونانیان باستان و رومیان باستان استفاده می‌شد. بخش عمده‌ای از تجارت جهانی پوسته پوزه‌عقابی از کارائیب سرچشمه می‌گیرد. در سال ۲۰۰۶، پوسته‌های فرآوری شده در کشورهایی مثل جمهوری دومینیکن و کلمبیا و اغلب در مقادیر بزرگ در دسترس بودند.
در سال ۱۹۹۳، بازار بین‌المللی گسترده‌ای برای معاملهٔ فراورده‌های لاک‌پشت‌های دریایی شکل گرفته‌بود. این بازار تهدید اصلی نسبت به زندگی افراد این گونه‌ها بود و در نهایت از بین رفت. تا سال ۲۰۰۶، یازده کشور از کشورهای حوزهٔ دریای کارائیب همچنان به صید قانونی پوزه‌عقابی در مجموعه‌های شیلات خود ادامه می‌دادند، هر چند که تجارت فراورده‌های این لاک‌پشت‌ها به‌طور بین‌المللی برای آن‌ها هم غیرقانونی است. به‌دلیل تلاش‌های گسترده، رشد جمعیت پوزه‌عقابی‌ها در سراسر جهان سرعت گرفته و برخی جمعیت‌های سابقاً در خطر انقراض به‌عنوان پایدار و احیاشده گزارش شده‌اند.
تا پیش از دههٔ ۱۹۶۰ میلادی، شکار گستردهٔ پوزه‌عقابی‌ها در آب‌های کوبا مرسوم بود؛ اما در این دهه صید افراد گونه مدیریت شده و به حدود ۵۰۰۰ فرد در سال رسید. در سال ۱۹۹۰ میزان صید بر اثر عضویت کوبا در سایتس به‌شدت کاهش یافت و به‌حدود ۵۰۰ فرد در سال رسید. کوبا تلاش داشت تا گوشت و پشت‌لاک افراد گونه را به ژاپن صادر کند و ضمیمهٔ یک سایتس به‌گونه‌ای تنظیم شده‌بود که جلوی چنین تجارتی را نمی‌گرفت. با این وجود، ژاپن در سال ۱۹۹۳ تجارت فراورده‌های پوزه‌عقابی را با کوبا متوقف کرد. در سال ۱۹۹۷ و ۲۰۰۰، کوبا تلاش‌هایی برای انتقال پوزه‌عقابی‌های آب‌های کوبا به ضمیمهٔ ۲ سایتس انجام داد. این ضمیمه به ژاپن و کوبا اجازهٔ تجارت دوباره را اعطا می‌کرد. این پیشنهاد رد شد و کوبا در سال ۲۰۰۸ صید لاک‌پشت پوزه‌عقابی در آب‌های خود را کاملاً تعطیل کرد.
در گفتگویی که در سال ۲۰۱۳ با افراد محلی ساکن باهیا انجام شد، این افراد بیان کردند که برای تأمین هزینه‌های زندگی خود در دورهٔ وزش بادهای شمالی، که صید ماهی سخت و گاهی غیرممکن است، به جمع‌آوری تخم لاک‌پشت‌های پوزه‌عقابی می‌پردازند. به گفتهٔ این افراد، جستجو برای یافتن مکان تخم‌ریزی پوزه‌عقابی به‌علت میزان زیاد تخم‌ریزی اعضای این گونه از سود بیشتری برخوردار است.

## حفاظت

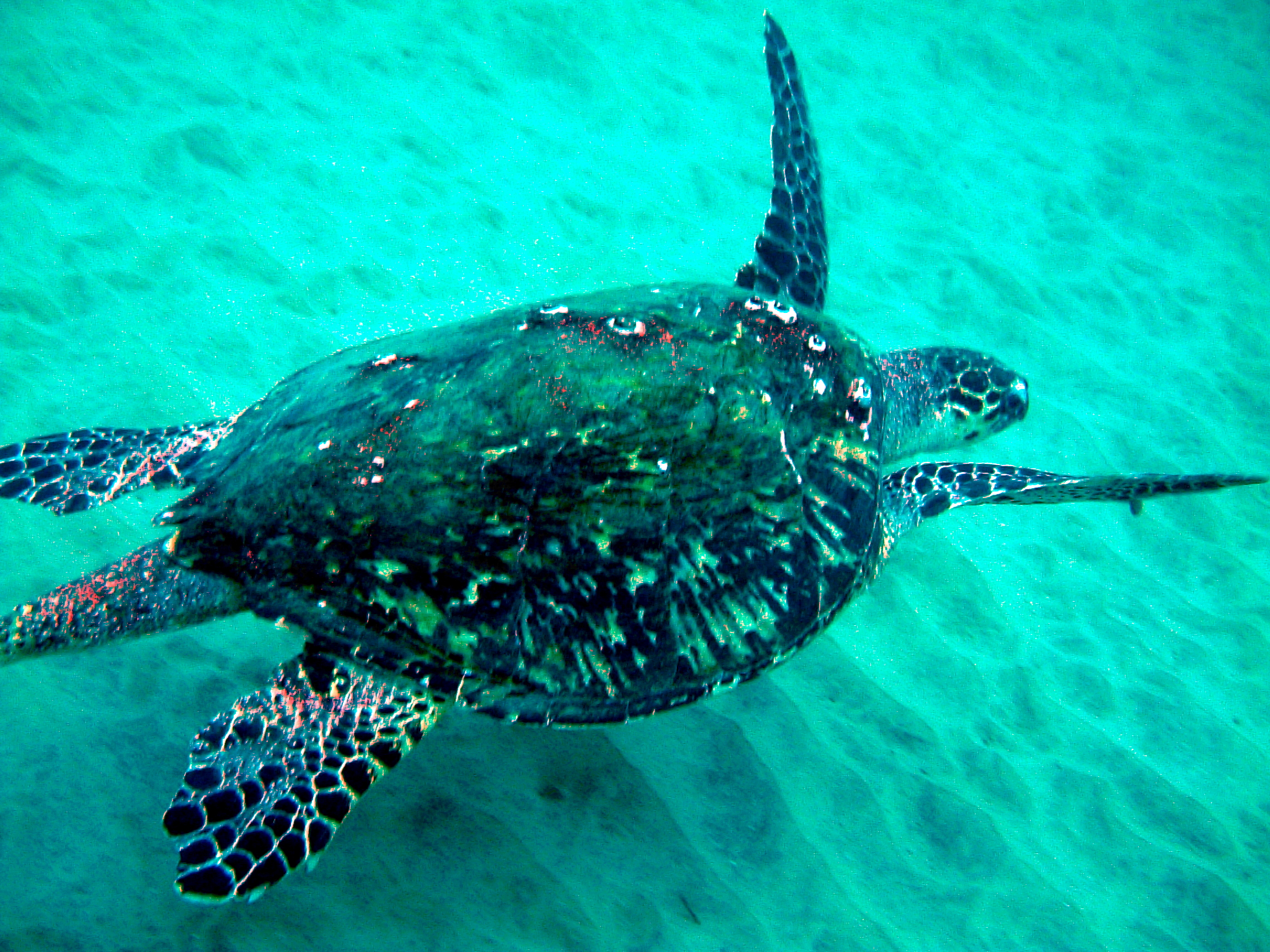
یک لاک‌پشت پوزه‌عقابی در توباگو

توافق عمومی بر این است که لاک‌پشت‌های دریایی، مانند ای. ایمبریکاتا به دلیل فرایند آرام رشد و بلوغشان و نرخ تولید مثل آرام، در بهترین حالت، گونه‌های تهدیدشده‌ای هستند. بسیاری از لاک‌پشت‌های بالغ توسط انسان‌ها هم به صورت عمدی و هم سهوی کشته شده‌اند. از خطرات ناخواسته مهم که زندگی پوزه‌عقابی‌ها را تهدید می‌کند، صید اشتباهی آن‌ها به‌جای ماهی‌ها است. با گیر کردن قلاب ماهیگیری در دهان لاک‌پشت، دهان او پاره شده و این از مهم‌ترین تهدیدها علیه زندگی این گونه است.
زندگی آن‌ها به دلیل آلودگی و از دست رفتن مناطق لانه‌گزینی‌شان به دلیل رشد مناطق ساحلی به‌خطر افتاده‌است. زیست‌شناسان تخمین زده‌اند که جمعیت پوزه‌عقابی‌ها در ۱۰۰–۱۳۵ سال گذشته بیش از ۸۰ درصد کم شده‌است. انسان‌ها و حیوانات با تجاوز به مکان‌های لانه‌گزینی آن‌ها را تهدید می‌کنند و پستانداران کوچک تخم‌ها را برای خوردن از زیر خاک بیرون می‌آورند. در جزایر ویرجین ایالات متحده، خدنگ‌ها بلافاصله پس از دفن شدن تخم‌ها به لانه‌های پوزه‌عقابی‌ها یورش می‌برند. در جزیره کوسین هم خرچنگ‌های مرموز به این لانه‌ها یورش برده و تخم‌ها را می‌خورند.
در سال ۱۹۸۲، سیاهه قرمز گونه‌های در معرض خطر ابتدا ای. ایمبریکاتا را به‌عنوان گونه در معرض خطر قرار داد. این وضعیت در چندین ارزیابی مجدد سیاهه در سال‌های ۱۹۸۶، ۱۹۸۸، ۱۹۹۰، و ۱۹۹۴ حفظ شد تا آن‌که در ۱۹۹۶ به در معرض انقراض تغییر وضعیت داده شد.

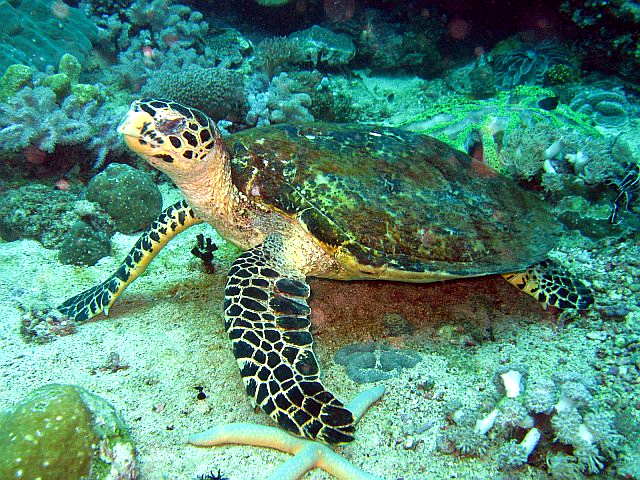
لاک‌پشت پوزه‌عقابی در دیواره سیناندیگان، سبانگ، میندورو، فیلیپین

پیش از این، دو دادخواست وضعیت این گونه به‌عنوان در معرض خطر را به‌چالش کشیده و مدعی شده بودند که این لاک‌پشت (در کنار سه گونه دیگر) چندین جمعیت بسیار پایدار در سراسر جهان دارد. این دادخواست‌ها بر اساس تحقیق‌های صورت گرفته توسط گروه متخصص لاک‌پشت‌های دریایی روی داده‌های ثبت‌شده رد شدند. داده ارائه‌شده توسط این گروه نشان داد که جمعیت جهانی لاک‌پشت‌های دریایی پوزه‌عقابی در سه نسل اخیرشان ۸۰٪ کاهش پیدا کرده و هیچ رشد جمعیت چشم‌گیری از سال ۱۹۹۶ رخ نداده‌است. در سال ۲۰۰۸، وضعیت CR A2 به این گونه داده شد که نوع شدیدتری از وضعیت در معرض انقراض است.

این گونه (در کنار تمام تیره باخه‌ایان) در ضمیمهٔ ۱ سایتس قرار گرفته‌است. واردات و صادرات محصولات لاک‌پشت یا کشتن، صید کردن یا آزار دادن لاک‌پشت‌های دریایی پوزه‌عقابی غیرقانونی است.
تلاش برای حفاظت از این گونه در طی سال‌های اخیر افزایش یافته‌است. برای حفاظت از این گونه، قوانین کشوری متفاوتی قرار داده شده‌است. در سیشل، تخم این حیوانات نباید خورده شود و اگر تخم‌های شکسته‌نشده در داخل بدن یک فرد ماده مرده این گونه دیده شود، تخم‌ها باید در زیر شن در ارتفاع بالاتر از بیشترین میزان ارتفاع آب دریا دفن شوند. همچنین، هیچ پوزه‌عقابی با طول پشت‌لاک کمتر از ۶۱ سانتی‌متر نباید کشته یا صید شود، و تا فاصله ۱٬۰۰۰ متری از بالاترین ارتفاع آب دریا، کشتن هر نوع پوزه‌عقابی ممنوع است. دولت مکزیک از ۲۸ مه ۱۹۹۰، ممنوعیت کاملی را بر شکار تمام لاک‌پشت‌های دریایی اعمال کرده‌است. ژاپن هم از سال ۱۹۹۲ واردات پشت‌لاک این گونه‌ها را کاملاً ممنوع کرده‌است. پیش از آن، تجارت پوسته پوزه‌عقابی ژاپنی در حدود ۳۰٬۰۰۰ کیلوگرم (۶۶٬۰۰۰ پوند) پوسته خام در سال بود.
در مقایسه با دیگر گونه‌های لاک‌پشت دریایی، که گسترهٔ مهاجرت وسیعی دارند، ردیابی و حفاظت از پوزه‌عقابی به‌دلیل محدود بودن ناحیهٔ مهاجرتی‌اش ساده‌تر است. نواحی مستعد اعمال اقدامات حفاظتی مکان‌هایی هستند که چندین مرحله از زندگی یک فرد گونه را میزبانی می‌کنند. حدود ۶۵٫۶٪ مناطق زندگی افراد این گونه شامل قوانین و اقدامات حفاظتی است؛ اما این آمار شامل سطح حفاظت و توجه کنونی نمی‌شود. علاوه بر این، گزارش شده که بعضی از اقدامات حفاظتی در چین فقط روی کاغذ وجود داشته و در عمل اجرا نمی‌شوند. اقدامات حفاظتی در خلیج جیکویلیسکو، استرو پادره راموس و پارک ملی ماچالیلا در یک دههٔ اخیر شروع شده و در حفاظت از پوزه‌عقابی‌های خلیج فونسکا نقش دارد.
در دورهٔ ۲۰سالهٔ میان سال‌های ۱۹۸۹ و ۲۰۰۹، مرکز تحقیقات شیلات کوبا «برنامهٔ ملی برچسب‌زنی کوبا» را برای رهگیری پوزه‌عقابی‌ها اجرا کرد. در این برنامه برچسب‌های ضدآب فولادی و تیتانیومی روی لبهٔ بالهٔ جلویی پوزه‌عقابی‌های نوجوان و بالغ نصب شدند.
برای یافتن اطلاعات بیشتر در خصوص چرخه زندگی لاک‌پشت‌های پوزه‌عقابی، از ردیاب‌های ماهواره‌ای استفاده می‌شود. با توجه به دانش پایین نسبت به زندگی این گونه، پژوهشگران با استفاده از ردیاب‌های نصب شده روی پشت‌لاک پوزه‌عقابی‌ها آن‌ها را ردیابی می‌کنند. در این شیوه، هنگام تخم‌ریزی افراد گونه، پژوهشگران ردیاب را روی آن‌ها کار گذاشته و با برگشت لاک‌پشت به درون آب، با استفاده از ماهواره آن را ردیابی می‌کنند تا دانش بیشتری در خصوص پوزه‌عقابی‌ها به دست آید. بین ژوئیهٔ ۱۹۹۶ و نوامبر ۲۰۰۹، ۲۱ فرد گونه به فرستنده مجهز شده و با ماهواره ردیابی شدند تا داده‌های بیشتری در خصوص رفتار مهاجرتی افراد این گونه به دست آید.
خدمات شیلات و حیات‌وحش ایالات متحده و اداره ملی شیلات آمریکا پوزه‌عقابی را از سال ۱۹۷۰ در قانون گونه‌های در معرض خطر قرار داده‌اند. دولت ایالات متحده چندین برنامه برای حفاظت از ای. ایمبریکاتا دارد.
تصویر لاک‌پشت دریایی پوزه‌عقابی در پشت اسکناس‌های ۲۰ بولیواری ونزوئلا و ۲ رئالی برزیل نقش بسته‌است. یک آب‌نمای بسیار محبوب در ووستر، ماساچوست وجود دارد که پسری را در حال راندن یک پوزه‌عقابی نشان می‌دهد. این آب‌نما با نام پسر لاک‌پشتی هم شناخته می‌شود.

## خلیج فارس

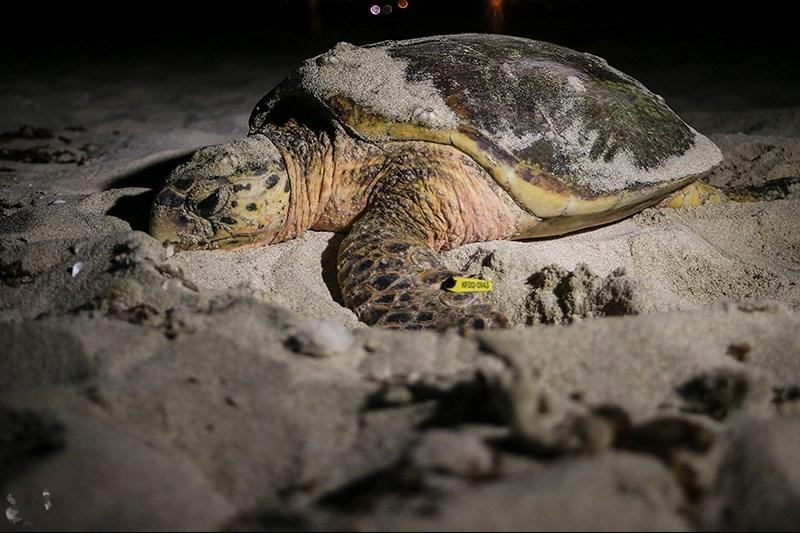
یک پوزه‌عقابی علامت‌گذاری‌شده در سواحل جزیره کیش ایران.

پوزه‌عقابی‌های ایران، که در خلیج فارس سکونت دارند، از زیرگونهٔ اقیانوس آرام این گونه هستند. لاک‌پشت پوزه عقابی یکی از پنج لاک‌پشت دریایی است که در خلیج فارس مشاهده شده و یکی از دوگونه لاک‌پشت دریایی است که در سواحل ایران تخم‌گذاری می‌کند. بیشترین زادآوری لاک‌پشت‌های دریایی در ایران به این گونه مربوط می‌شود که البته در سال‌های اخیر زادآوری این گونه به جزایر نخیلو و ام‌الکرم در استان بوشهر و جزایر قشم، کیش شیدور، هندورابی، هنگام و هرمز در استان هرمزگان محدود شده‌است. تعداد موارد حضور این لاک‌پشت در سواحل ایران حدود هزار تخم‌گذاری در سال برآورد می‌شود.

### در ایران

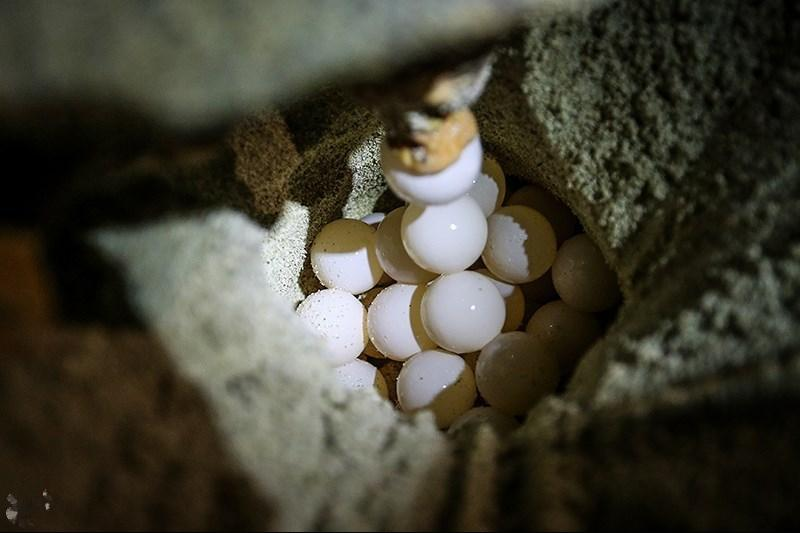
گودالی که یک پوزه‌عقابی در جزیره کیش در آن تخم‌ریزی کرده‌است.

هدف بیشتر مهاجرت پوزه‌عقابی‌های ایران، جزیرهٔ قشم است. افراد این گونه برای تخم‌ریزی به قشم مهاجرت می‌کنند. سازمان ملل متحد در قالب برنامهٔ عمران ملل متحد و با همکاری محلی و سازمان‌هایی مثل مرکز محیط‌زیست جهانی، طرح‌هایی برای حفاظت از این گونه در خلیج فارس و روستای شیبدراز ارائه کرده‌است. آمار لاک‌پشت‌های ازتخم‌درآمده‌ای که در یک سال از این روستا به دریا مهاجرت کردند، ۶۷٬۳۰۰ فرد بود. روباهها، خدنگها و پرندگان، شکارچیان طبیعی این گونه در این روستا هستند. علاوه بر این، جمع‌آوری تخم‌ها توسط افراد محلی، سبب ضربه‌خوردن به جمعیت این گونه شده‌است. از جملهٔ اقدامات انجام‌شده توسط این گروه، گشت‌زنی در ساحل برای مراقبت از نوزادان تازه ازتخم‌درآمده، جمع‌آوری تخم‌های جدید در این گشت‌زنی‌ها برای انتقال به منطقهٔ محافظه‌شده و ساخت محلی امن برای تخم‌ها بود.
برنامه عمران ملل متحد در سال ۲۰۱۷ گزارشی از همکاری غیردولتی برای حفظ افراد این گونه در روستای شیبدراز واقع در قشم ارائه داد. بر اساس این گزارش، سازمان ملل از سال ۲۰۰۱ میلادی پروژه‌هایی با هدف حفظ آب‌سنگ‌های مرجانی و افزایش دانش محلی در خصوص اهمیت محافظت از تخم لاک‌پشت پوزه‌عقابی در جزیره قشم اجرا کرده‌است. بر اساس گزارش برنامه عمران ملل متحد، هر ساله از چهار تا پنج هزار تخم پوزه‌عقابی در ناحیه روستای شیبدراز محافظت شده و افراد جدید گونه با موفقیت به خلیج فارس وارد می‌شوند.

### در کشورهای عربی

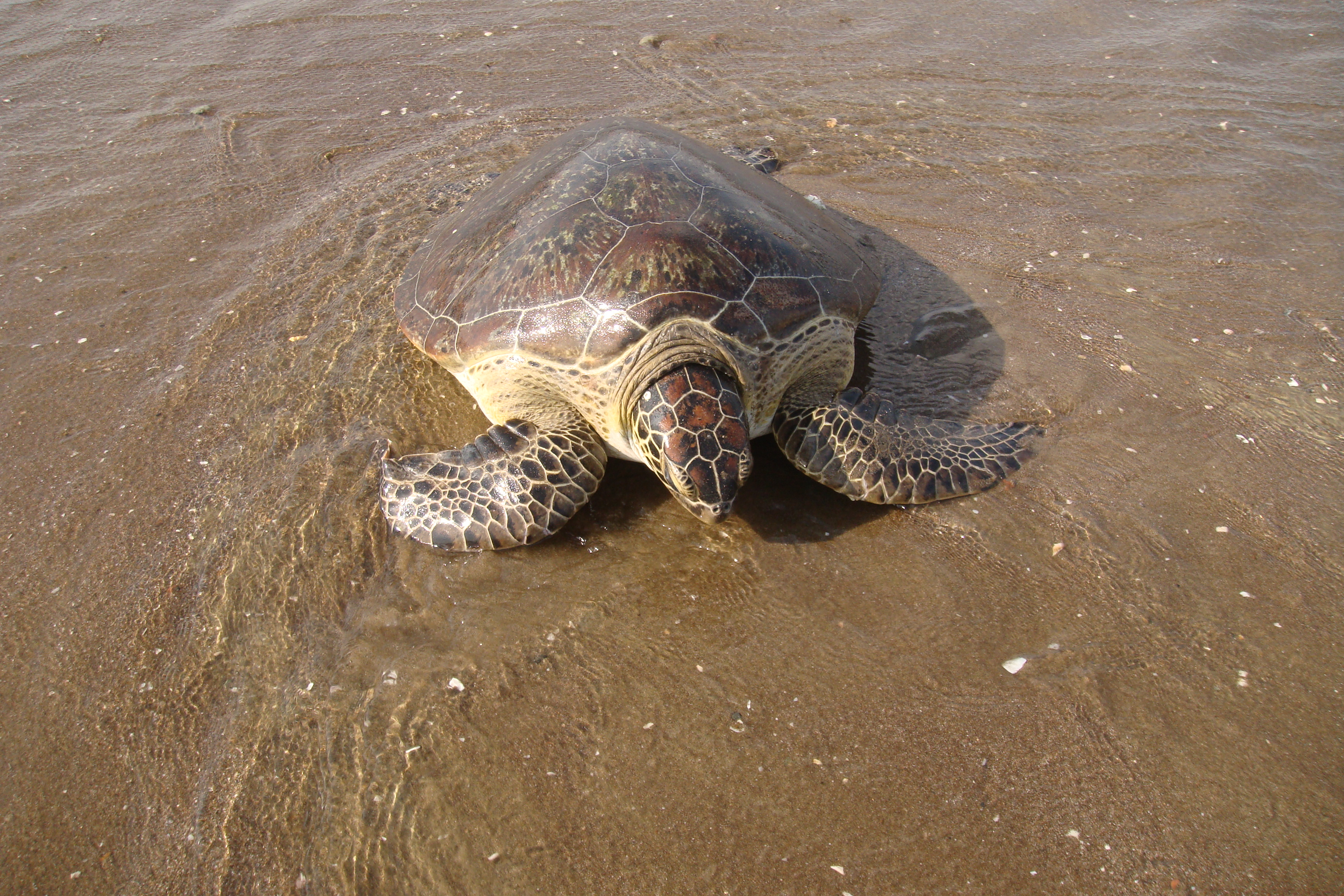
یک پوزه‌عقابی بالغ در ساحل شَمالیه واقع در فجیره.

تهدید جدی علیه زندگی پوزه‌عقابی‌های متعلق به کشورهای عربی، از زمان کشف ذخایر نفت و گاز خلیج فارس در قرن بیستم میلادی رخ داده‌است. از آن زمان، چندین منطقه غذایابی این لاک‌پشت‌ها آلوده شده یا به مکان‌های دفن زباله تبدیل شده‌اند. کمیسیون ملی حفاظت و توسعه حیات وحش عربستان سعودی هم تلاش‌هایی برای انجام پژوهش‌ها و حفاظت از افراد این گونه کرده‌است.
پژوهش‌هایی در سال ۱۹۹۱ و ۱۹۹۲ میلادی در جزیره‌ها و سواحل عربستان سعودی انجام شد که نشان می‌داد ۹٫۵٪ از مجموع لانه‌یابی‌ها در سال ۱۹۹۱ و ۲۷٫۹٪ از آن‌ها در سال ۱۹۹۲، متعلق به لانه‌یابی پوزه‌عقابی‌ها بوده‌است. این پژوهش‌ها نشان می‌داد که جزیره جنا، مهم‌ترین محل لانه‌یابی و تخم‌ریزی پوزه‌عقابی‌ها بوده‌است. یافته‌های این پژوهش در خصوص زمان و فعالیت لانه‌یابی، نتایج پژوهش‌های پیشین را تأیید می‌کرد؛ برای مثال، افراد ماده گونه که در این پژوهش مورد آزمایش قرار گرفتند، بیشتر در شب به ساحل آمده و تخم‌ریزی می‌کردند.
نرخ موفقیت زندگی نوزادان تازه در سال ۱۹۹۱ برابر ۴۶٫۴٪ بود و این نرخ در سال ۱۹۹۲ به ۷۰٫۹٪ رسید؛ با وجود افزایش چشم‌گیر نرخ موفقیت در فاصله این دو سال، این میزان نسبت به سال‌های ۱۹۸۶ و ۱۹۸۷، به‌ترتیب برابر ۸۷٪ و ۸۹٫۹٪، پایین‌تر بود.

### مصرف
با این که در ایران مصرف گوشت لاک‌پشت و تجارت لاک آن مرسوم نیست اما خوردن و فروش تخم لاک‌پشت به دلیل اعتقاد به ارزش غذایی و دارویی بسیار رایج است. به‌طوری‌که گاه برای جمع‌آوری تخم‌ها لاک‌پشت مادر را با چرخ دستی به گوشه‌ای می‌رانند یا گاهی دیده شده در اطراف لانه‌ای که لاک‌پشت مادر در حال تخم‌گذاری است، گروهی از مردم حلقه زده و منتظر پایان تخم‌گذاری هستند.
در کشورهای سعودی، خوردن لاک‌پشت‌ها و تخم‌هایشان مرسوم نیست. با این وجود، ماهیگیران و شکارچیانی از دیگر کشورها به خلیج فارس و سواحل کشورهای عربی رفته و در جزیره‌های بدون نگهبان و گشت، تخم لاک‌پشت‌ها را جمع‌آوری می‌کنند. علاوه بر این، گزارش‌هایی از صید لاک‌پشت‌های بالغ توسط این شکارچیان داده شده‌است. در نوحی جنوبی دریای سرخ و اطراف خلیج، روستاییان گوشت پوزه‌عقابی را سمی دانسته و آن را شکار نمی‌کنند.

### خطرات

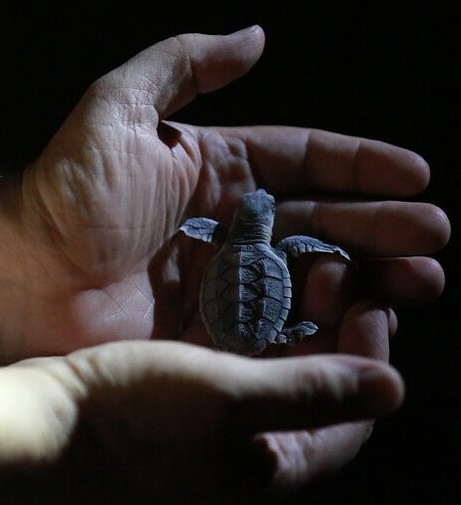
یک پوزه‌عقابی تازه ازتخم‌درآمده در جزیره کیش.

کاهش جمعیت پوزه‌عقابی‌های خلیج فارس با نقض آموزه‌های سنتی حفاظت از گونه‌ها، همچون استفاده از قایق‌های موتوری برای شکار لاک‌پشت‌ها، فروش تجاری، کاهش زیستگاه‌ها، گیرکردن تصادفی آلات ماهیگیری به دهان افراد گونه و برداشت گستردهٔ تخم‌ها، سرعت یافته‌است. این خطرات در طول دهه‌های اخیر، تغییر کرده‌است؛ برای مثال، پیش از فراگیر شدن استفاده از کشتی‌های ماهیگیری و ترالها، مرگ لاک‌پشت‌ها بر اثر ماهیگیری اندک بود و قانونی برای محافظت از لاک‌پشت‌ها و محصولاتشان وجود نداشت. در نتیجه، شکار لاک‌پشت‌ها برای استفاده از گوشت، پشت‌لاک و چرم آن‌ها رواج داشت. علاوه بر این، تخم لاک‌پشت‌ها به‌طور گسترده برای استفادهٔ غذایی جمع‌آوری می‌شد. با توجه به آلوده نبودن دریاها در آن دوره، مرگ‌ومیر و بیماری لاک‌پشت‌ها بر اثر پلاستیک و دیگر آلاینده‌ها به شدت امروز نبود. با توجه به نرخ بالای شکار تخم‌ها و فرزندان این لاک‌پشت‌ها، گفته شده که زندگی انواعی از افراد گونه‌های زمینی و دریایی به این لاک‌پشت‌ها وابسته است.
در پژوهشی در سال ۲۰۱۲، مشخص شد که تغییر و نابودی زیستگاه‌ها، مسلح‌سازی ساحل، برداشت شن از سواحل و تمیزکاری این مناطق، حضور انسان‌ها، ضربه قایق‌ها، شکارچی‌های طبیعی، آلودگی‌های نفتی و دیگر انواع آلاینده‌ها، صید گسترده عمدی یا سهوی و برداشتن تخم‌های این جانداران، از عوامل مرگ‌ومیر پوزه‌عقابی‌ها در خلیج فارس هستند و برداشت تخم‌ها، گسترده‌ترین تهدید علیه زندگی آنان است. بر اساس این پژوهش که در قشم، شیدور، لاوان، جزیره هرمز، فرور بزرگ و هندرابی انجام شد، مشخص شد که بیشترین تراکم لانه‌های پوزه‌عقابی‌ها در شیدور و کمترین آن هم در لاوان بوده‌است.
انتشار نفت و آلودگی دریا بر اثر این عامل، زیان زیادی به پوزه‌عقابی‌ها وارد نکرده‌است. برای مثال، پس از جنگ خلیج فارس، تنها چهار پوزه‌عقابی آلوده به نفت یافت شد و در پژوهش سال ۱۹۹۱، سیزده فرد این گونه تا حدودی آلوده شده‌بودند. با این وجود، انتشار نفت روی سطح ساحل، تهدیدی برای نوزادانی است که به سمت دریا می‌روند؛ چرا که حرکت روی نفت برای این نوزادان دشوار است.

### حفاظت قانونی
در ایران، قوانین و راهکارهایی برای حفاظت از پوزه‌عقابی‌ها در نظر گرفته شده‌است. علاوه بر قراردادن این گونه در دسته «در معرض انقراض»، جریمه‌ای ۳٬۲۰۰٬۰۰۰ ریالی برای کشتن هر لاک‌پشت در نظر گرفته شده که در سال ۲۰۱۱، دو مورد مشمول این جریمه بودند. علاوه بر این، جریمه‌ای ۱٬۰۵۰٬۰۰۰ ریالی برای جمع‌آوری هر تخم این گونه اعمال شده‌است. از دیگر اقدامات حفاظتی انجام‌شده، حفاظت از بعضی محل‌های هدف مهاجرت این لاک‌پشت‌ها، مثل منطقه حفاظت‌شده مند، بوده‌است. نگهبانان سازمان حفاظت محیط زیست هم در برخی پایگاه‌های حفاظت از این گونه نگهبانی می‌دهند.
از جمله راه‌های پیشنهادی برای حفاظت از پوزه‌عقابی‌های خلیج فارس، استفاده از دستگاه خارج‌کننده لاک‌پشت در قایق‌های ماهیگیری؛ کنترل یا ممنوعیت استفاده از ترالها در مناطق عمیق و محدودسازی و ممنوعیت استفاده از روش‌های ماهیگیری مضر برای لاک‌پشت‌ها در طول فصل تخم‌ریزی آنان است. از دیگر روش‌های پیشنهادشده، محدودسازی شکار لاک‌پشت‌ها و استفاده از تخم‌هایشان و جلوگیری از نابودی مناطق غذایابی و لانه‌سازی آنان است.
پس از جنگ‌های خلیج فارس و با توجه به آلودگی نفتی سواحل، یک عملیات فشرده و سریع چهار روزه برای پاک‌سازی ساحل‌ها از نفت انجام شد و چهار ساحل مهم برای لانه‌یابی و تخم‌ریزی پوزه‌عقابی‌ها از نفت پاک شدند.